# Liste der Biografien/Lar
Liste der Biografien |
Portal Biografien |
Personensuche
# |
A |
B |
C |
D |
E |
F |
G |
H |
I |
J |
K |
L |
M |
N |
O |
P |
Q |
R |
S |
T |
U |
V |
W |
X |
Y |
Z |
?
 
La |
Lb |
Lc |
Le |
Lg |
Lh |
Li |
Lj |
Ll |
Lm |
Lo |
Lp |
Lt |
Lu |
Lv |
Lw |
Lx |
Ly |
Lz
 
Laa |
Lab |
Lac |
Lad |
Lae–Lah |
Lai |
Laj |
Lak |
Lal |
Lam |
Lan |
Lao |
Lap |
Laq |
Lar |
Las |
Lat |
Lau |
Lav |
Law |
Lax |
Lay |
Laz
Die Liste der Biografien führt alle Personen auf, die in der deutschsprachigen Wikipedia einen Artikel haben. Dieses ist eine Teilliste mit 876 Einträgen von Personen, deren Namen mit den Buchstaben „Lar“ beginnt.

## Lar

### Lara
- Lara (* 1979), türkische Popmusikerin
- Lara Arias, Juan José († 1856), Präsident von Costa Rica
- Lara Barbosa, Dimas (* 1956), brasilianischer Geistlicher und römisch-katholischer Erzbischof von Campo Grande
- Lara Bonilla, Rodrigo (1946–1984), kolumbianischer Anwalt und Politiker
- Lara Cepeda, Inmaculada (* 1978), spanische Künstlerin
- Lara Mejía, Humberto (1917–1972), guatemaltekischer römisch-katholischer Ordensgeistlicher, Bischof von Santa Cruz del Quiché
- Lara Resende, André (* 1951), brasilianischer Bankier, Unternehmer und Autorennfahrer
- Lara y Torres, Leopoldo (1874–1939), mexikanischer Geistlicher, römisch-katholischer Bischof von Tacámbaro
- Lara Zamora, Salvador (1839–1912), geschäftsführender Präsident Costa Ricas
- Lara, Agustín (1897–1970), mexikanischer Komponist und Sänger
- Lara, Alda (1930–1962), angolanische Dichterin
- Lara, Alexandra Maria (* 1978), deutsch-rumänische SchauspielerinAlexandra Maria Lara (* 1978)

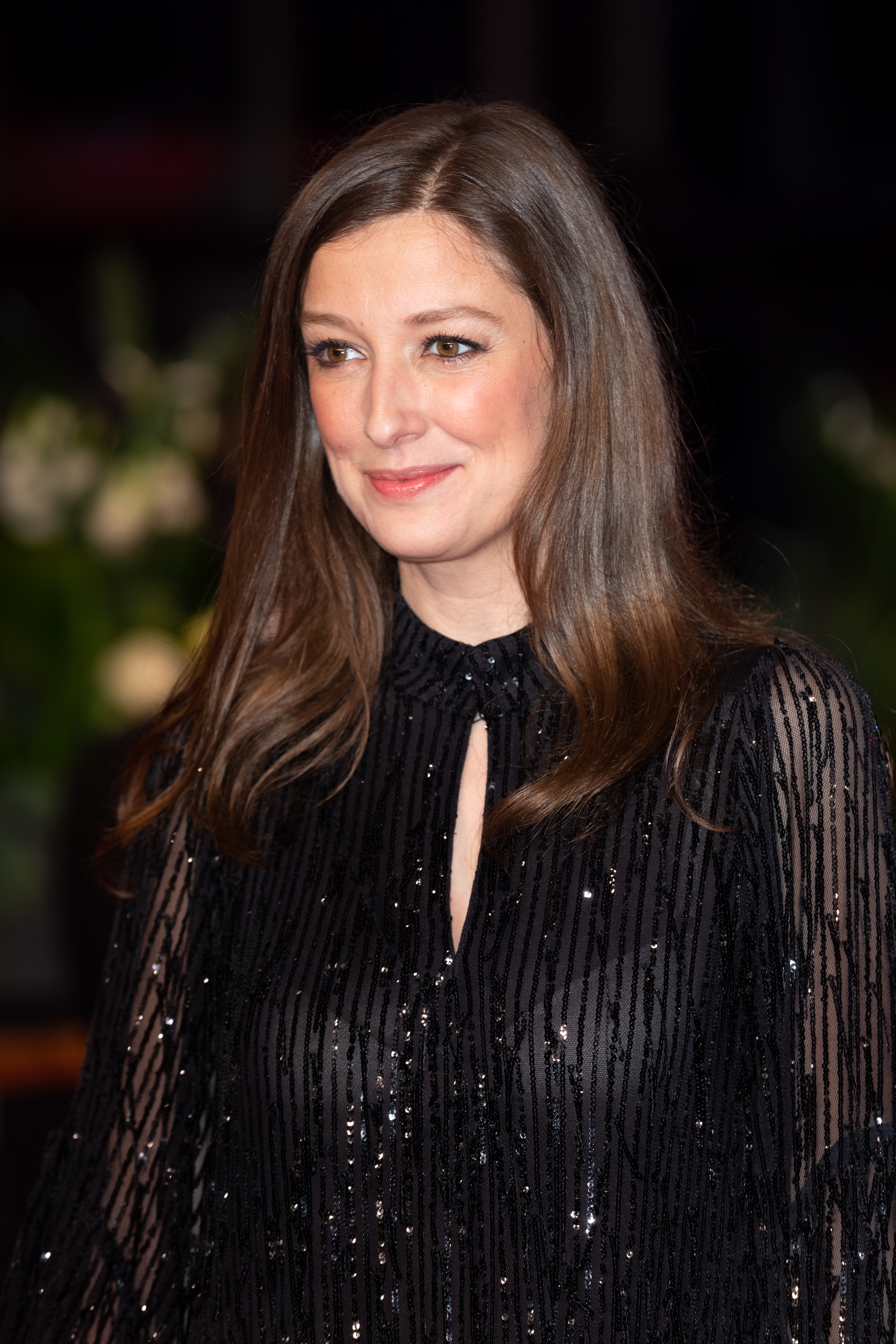
Alexandra Maria Lara (* 1978)

- Lara, Alfonso (1946–2013), chilenischer Fußballspieler
- Lara, Álvaro (1984–2011), chilenischer Fußballspieler
- Lara, Braulio (1988–2019), dominikanischer Baseballspieler
- Lara, Brian (* 1969), Cricketspieler aus Trinidad und Tobago
- Lara, Carlos Armando (1934–2001), mexikanischer Fußballspieler und -trainer
- Lara, Catherine (* 1945), französische Sängerin, Violinistin, Komponistin und Schriftstellerin
- Lara, Cayo (* 1952), spanischer Politiker
- Lara, Che (* 2000), Sprinter aus Trinidad und Tobago
- Lara, Christian (* 1980), ecuadorianischer Fußballspieler
- Lara, Cristina (* 1995), spanische Sprinterin
- Lara, Deyvid (* 2007), ecuadorianischer Leichtathlet
- Lara, Diógenes († 1968), bolivianischer Fußballspieler
- Lara, Domingo Antonio de (* 1783), salvadorianischer Luftfahrtpionier und Politiker
- Lara, Erislandy (* 1983), kubanischer Boxer
- Lara, Felipe (* 1945), spanischer Flamencosänger
- Lara, Francisco José (* 1977), spanischer Radrennfahrer
- Lara, Georgia (* 1980), griechische Wasserballspielerin
- Lara, Jean (1922–2010), französischer Schauspieler und Filmschaffender
- Lara, Joe (1962–2021), US-amerikanischer Schauspieler und Musiker
- Lara, José Manuel (* 1977), spanischer Golfsportler
- Lara, Juan (* 1989), chilenischer Fußballschiedsrichter
- Lara, Lélis (1925–2016), brasilianischer Ordensgeistlicher, römisch-katholischer Bischof von Itabira-Fabriciano
- Lara, Lúcio (1929–2016), angolanischer Politiker
- Lara, Marcelo (* 1947), mexikanischer Tennisspieler
- Lara, María Teresa (1904–1984), mexikanische Liedtexterin und Komponistin
- Lara, Nil (* 1964), US-amerikanischer Musiker
- Lara, Olga (* 1953), dominikanische Sängerin und Komponistin
- Lara, Osvaldo (1955–2024), kubanischer Sprinter
- Lara, Pablo (* 1968), kubanischer Gewichtheber
- Lara, Raúl (* 1973), mexikanischer Fußballspieler
- Lara, Ricardo (* 1974), US-amerikanischer Politiker (Demokraten)
- Lara, Roineld (* 2005), venezolanischer Leichtathlet
- Lara, Santiago (* 1984), spanischer Flamenco-Gitarrist
- Lara, Sebastian (* 2002), US-amerikanischer Volleyballspieler
- Lara, Tito (1932–1987), puerto-ricanischer Sänger und Schauspieler
- Lara, Willian (1957–2010), venezolanischer Politiker
- Lara, Yoleida (* 1985), venezolanische Fußballschiedsrichterassistentin
- Larabal, Francis Kibiwott (* 1978), kenianischer Langstreckenläufer
- Larage, Faf (* 1971), französischer Rapper
- Laraia, Roberto (* 1964), deutscher Friseur, Unternehmer und Weltmeister der Friseure
- Laraki, Adil (* 1963), deutscher Tänzer und Arbeitnehmervertreter
- Laraki, Ahmed (1931–2020), marokkanischer Politiker
- Laraki, Azzedine (1929–2010), marokkanischer Premierminister
- Larandja, Ndeshihafela, namibische Bürgermeisterin der IPC
- Laranja, Augusto (* 1992), brasilianischer Tennisspieler
- Laranjeiras, Quincas (1873–1935), brasilianischer Gitarrist und Komponist
- Laranjo, Francisco (1955–2022), portugiesischer bildender Künstler, hauptsächlich Maler und Hochschullehrer
- Laraque, Georges (* 1976), kanadischer Eishockeyspieler
- Lararaudeuse, Jérémie (* 2001), mauritischer Hürdenläufer
- Larass, Claus (* 1944), deutscher Journalist und Medienmanager
- LaRasso, Louis (1926–1991), US-amerikanischer Mafioso
- Larayedh, Ali (* 1955), tunesischer Politiker der Ennahda, Premierminister von Tunesien

### Larb
- Larbaoui, Nadir (* 1949), algerischer Politiker, Rechtsanwalt, Diplomat und Premierminister AlgeriensNadir Larbaoui (* 1949)

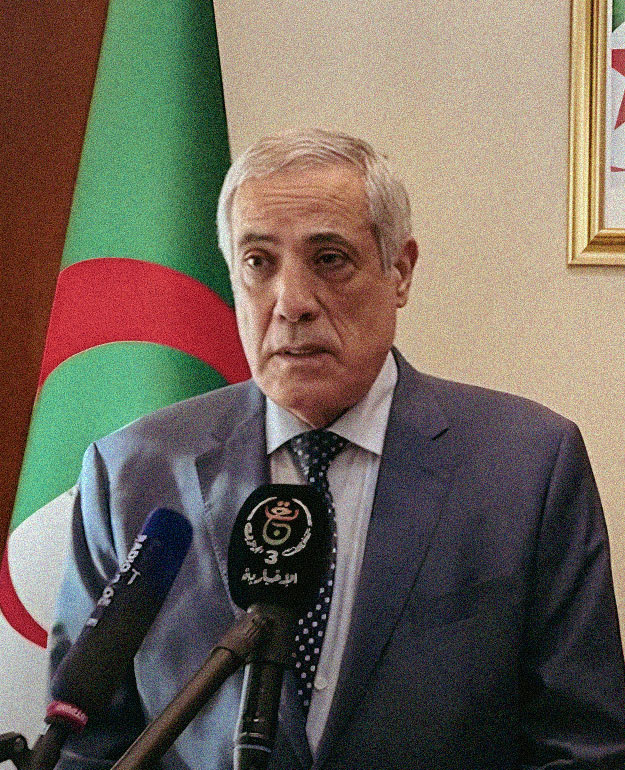
Nadir Larbaoui (* 1949)

- Larbaud, Valery (1881–1957), französischer Schriftsteller und Literaturkritiker
- Larbi, Doghmi (1931–1992), marokkanischer Schauspieler
- Larbi, Kamel (* 1985), algerisch-französischer Fußballspieler
- Larbig, Thorsten (* 1964), deutscher Pianist und Maler
- Larboust, Denis de Péguilhan de (1734–1804), französischer Geistlicher und Hofbeamter
- L’Arbre, Willy de (1882–1952), belgischer Segler

### Larc
- Larcade, Henry D. (1890–1966), US-amerikanischer Politiker
- Larcenet, Manu (* 1969), französischer Comiczeichner
- Larch, John (1914–2005), US-amerikanischer Schauspieler
- Larch, Josef (1930–2011), österreichischer Bergsteiger
- Larché, Jean-Marc (* 1961), französischer Jazzmusiker (Saxophonist, Komposition)
- Larché, Kurt (1904–1986), deutscher Physiker, Oscarpreisträger
- Larcher, Agnes (1937–2012), österreichische Germanistin und Historikerin
- Larcher, Claudia (* 1979), österreichische bildende Künstlerin und Filmschaffende
- Larcher, Detlev von (* 1937), deutscher Politiker (SPD), MdB
- Larcher, Dietmar (* 1940), österreichischer Erziehungswissenschaftler und Hochschullehrer
- Larcher, Gérard (* 1949), französischer Politiker
- Larcher, Gerhard (1946–2022), österreichischer Fundamentaltheologe
- Larcher, Gerhard (* 1960), österreichischer Mathematiker und Hochschullehrer
- Larcher, Jean (1947–2015), französischer Typograf, Kalligraf und Schriftkünstler
- Larcher, Michael (* 1959), österreichischer Alpinist
- Larcher, Reinhard (* 1947), österreichischer Psychologe und Psychotherapeut
- Larcher, Rolf (1934–2024), Schweizer Ruderer
- Larcher, Thomas (* 1963), österreichischer Komponist und Pianist
- Larcher, Walter (* 1929), österreichischer Botaniker
- Larcheron, Madeleine (* 2006), französische Skateboarderin
- Larchet, Jean-Claude (* 1949), französischer orthodoxer Theologe
- Larchey, Lorédan (1831–1902), französischer Historiker, Romanist und Lexikograf
- Larciani, Giovanni, italienischer Maler
- Larcius Macedo, Aulus, römischer Suffektkonsul (124)
- Larcius Magnus Pompeius Silo, Marcus, Konsul 82
- Larcius, Spurius, römischer Konsul (506 v. Chr. und 490 v. Chr.)
- Larcius, Titus, römischer Konsul und Diktator
- Larcker, David F. (* 1950), US-amerikanischer Wirtschaftswissenschaftler
- Larco Hoyle, Rafael (1901–1966), peruanischer Archäologe
- Larco, Lara (* 2002), haitianische Fußballtorhüterin
- Larcom, Lucy (1824–1893), US-amerikanische Lehrerin, Dichterin und Autorin
- Larcombe, Tom (1881–1967), australischer Radrennfahrer
- Larcy, Charles-Paulin-Roger Saubert de (1805–1882), französischer Staatsmann

### Lard
- Lard, Allan (1866–1946), US-amerikanischer Golfer
- Lardanchet, Victor (1863–1936), französischer Rugbyspieler
- Lardani, Laura (* 1983), italienische Speedskaterin
- Lardelli, Alfredo (1956–2015), Schweizer Unternehmer und Mörder
- Lardelli, Dora (1953–2023), Schweizer Kunsthistorikerin, Autorin und Kulturvermittlerin
- Lardelli, Elisabeth (1921–2008), Schweizer Politikerin
- Lardera, Berto (1911–1989), italienisch-französischer Bildhauer
- Lardi, Claudio (* 1955), Schweizer Rechtsanwalt und Politiker
- Lardi, Federico (* 1985), Schweizer Eishockeyspieler
- Lardi, Ursina (* 1970), schweizerische Schauspielerin
- Lardinois, Pierre (1924–1987), niederländischer Politiker (KVP), MdEP
- Lardner, Dionysius (1793–1859), irischer Physiker und Mathematiker
- Lardner, John (* 1972), schottischer Snookerspieler
- Lardner, Ring (1885–1933), US-amerikanischer Sportreporter und SchriftstellerRing Lardner (1885–1933)

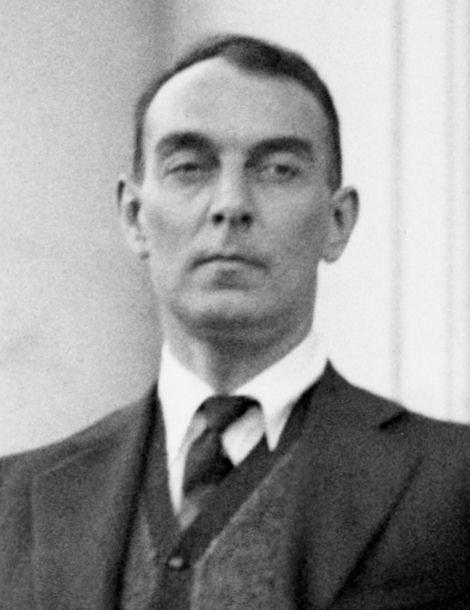
Ring Lardner (1885–1933)

- Lardner, Ring junior (1915–2000), US-amerikanischer Drehbuchautor
- Lardner-Burke, John Dermot (1889–1967), namibischer Bürgermeister
- Lardon, Thomas (* 1954), deutscher Autor, Schriftsteller, Dichter und Verleger
- Lardon, Willy (1916–1994), Schweizer Ringer und Schwinger
- Lardone, Francesco Giuseppe (1887–1980), römisch-katholischer Bischof
- Lardschneider, Irene (* 1998), italienische Biathletin
- Larduet, José (* 1990), kubanischer Boxer
- Larduet, Manrique (* 1996), kubanischer Kunstturner
- Lardy, Charles Édouard (1847–1923), Schweizer Diplomat
- Lardy, Etienne (1886–1970), Schweizer Diplomat
- Lardy, Henry A. (1917–2010), US-amerikanischer Biochemiker
- Lardy, Pierre (1903–1958), Schweizer Bauingenieur und Professor in Zürich

### Lare
- Lareau, Annette (* 1952), US-amerikanische Soziologin
- Lareau, Sébastien (* 1973), kanadischer Tennisspieler
- Laredj, Miloud (* 1986), algerischer Sprinter
- Laredo Brú, Federico (1875–1946), kubanischer Politiker und Jurist, Staatspräsident von Kuba (1936–1940)
- Laredo, Jaime (* 1941), amerikanischer Geiger und Dirigent
- Laredo, Ruth (1937–2005), US-amerikanische klassische Pianistin
- Lareida, Kurt (1923–1998), Schweizer Politiker
- Lareine, Naomi (* 1994), Schweizer R&B-Sängerin
- Larem, Andreas (* 1964), hessischer Politiker (SPD), Bürgermeister der Gemeinde Messel, MdBAndreas Larem (* 1964)

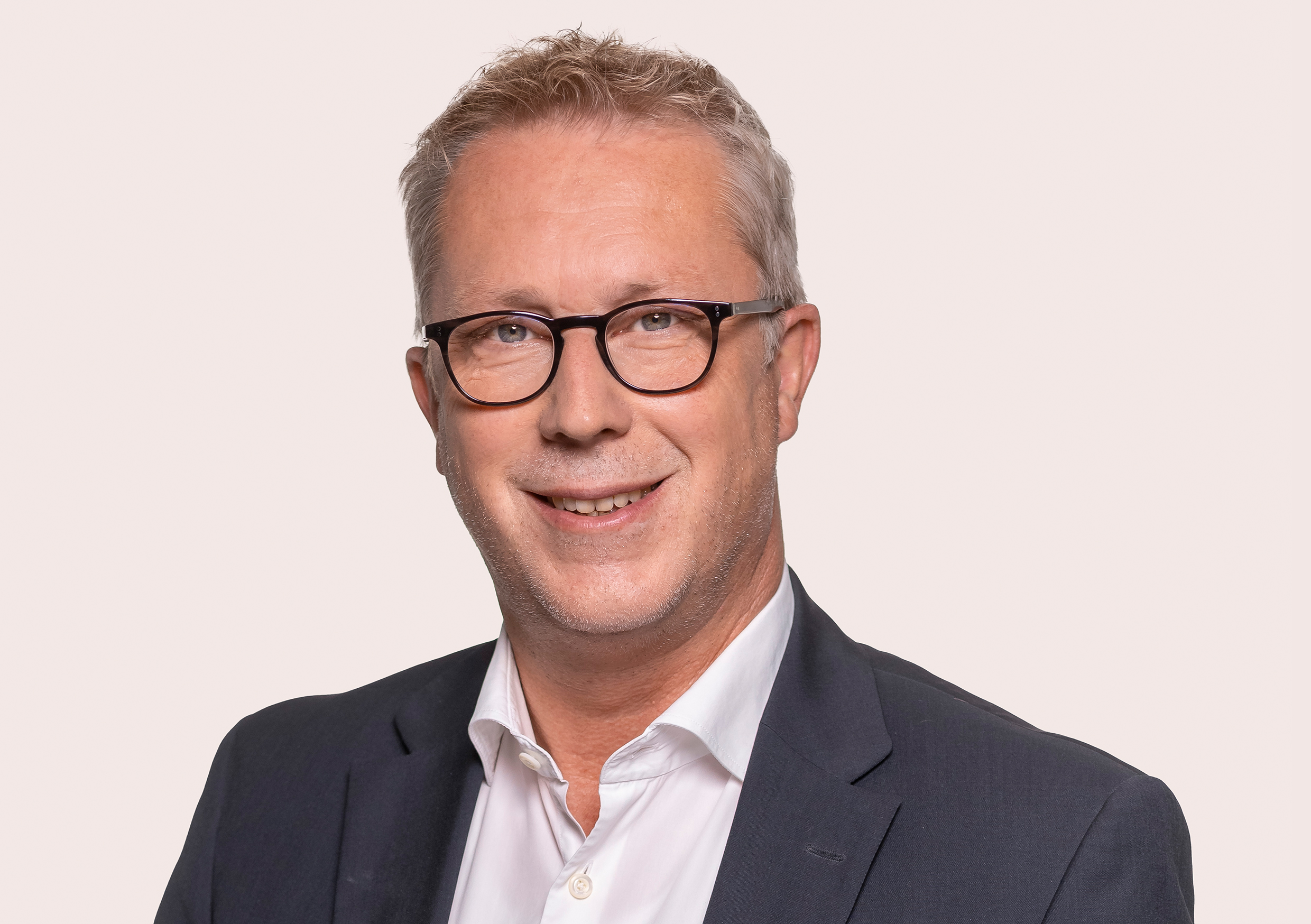
Andreas Larem (* 1964)

- Larena, Jorge (* 1981), spanischer Fußballspieler
- Larents, Levon (1875–1915), armenischer Schriftsteller, Übersetzer, Journalist, Redakteur, Romanautor, Dichter und Lehrer
- Larentzakis, Grigorios (* 1942), orthodoxer Theologe
- Larenz, Carl (1798–1876), deutscher Gutsbesitzer und Politiker
- Larenz, Karl (1903–1993), deutscher Zivilrechtler und Rechtsphilosoph
- Laresca, Vincent (* 1974), US-amerikanischer Schauspieler
- Larese, Dino (1914–2001), Schweizer Autor von Prosa, Lyrik, Biographien, Theaterstücken, Jugendbüchern und autobiographischen Schriften
- Laretei, Heinrich (1892–1973), estnischer Politiker, Mitglied des Riigikogu und Diplomat
- Laretei, Käbi (1922–2014), estnische Pianistin

### Larf
- Larfaoui, Mustapha (* 1932), algerischer Sportfunktionär

### Larg
- Largacha, Julio (1950–2006), argentinischer Pianist
- Largaespada, Manuel, nicaraguanischer Radrennfahrer
- Large Professor (* 1972), US-amerikanischer DJ und Musikproduzent
- Large, Brian (* 1939), britischer Fernsehregisseur von Opernübertragungen
- Large, Eddie (1941–2020), britischer Komiker
- Large, Josaphat-Robert (1942–2017), haitianischer Autor
- Large, Storm (* 1969), US-amerikanische Singer-Songwriterin und SchauspielerinStorm Large (* 1969)

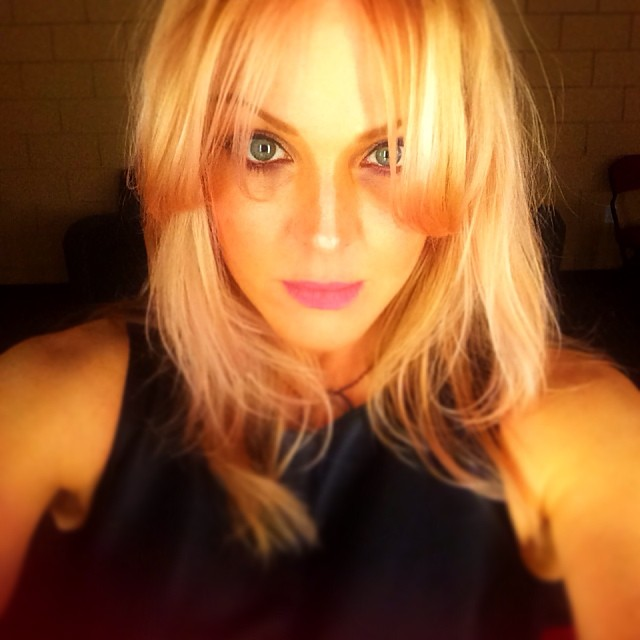
Storm Large (* 1969)

- Largent, Cédric (* 1976), französischer Handballspieler
- Largent, Steve (* 1954), US-amerikanischer American-Football-Spieler und Politiker
- Largentier, Denis (1557–1624), Zisterzienser und Abt von Clairvaux (1596–1624)
- Largeron, Pierre-Emmanuel (* 1991), französischer Dirigent und Geiger
- Largiadèr, Anton (1893–1974), Schweizer Historiker
- Largiadèr, Anton Philipp (1831–1903), Schweizer Pädagoge
- Largiadèr, Felix (1930–2018), Schweizer Chirurg
- Largiadèr, Jon (* 1947), Schweizer Gefässchirurg
- Largier, Niklaus (* 1957), Schweizer Literaturwissenschafter und Hochschullehrer
- Largillière, Nicolas de (1656–1746), französischer Maler des Rokoko
- Largo Caballero, Francisco (1869–1946), spanischer Politiker und Regierungspräsident der Zweiten Republik
- Largo, Remo H. (1943–2020), Schweizer Kinderarzt und SachbuchautorRemo H. Largo (1943–2020)

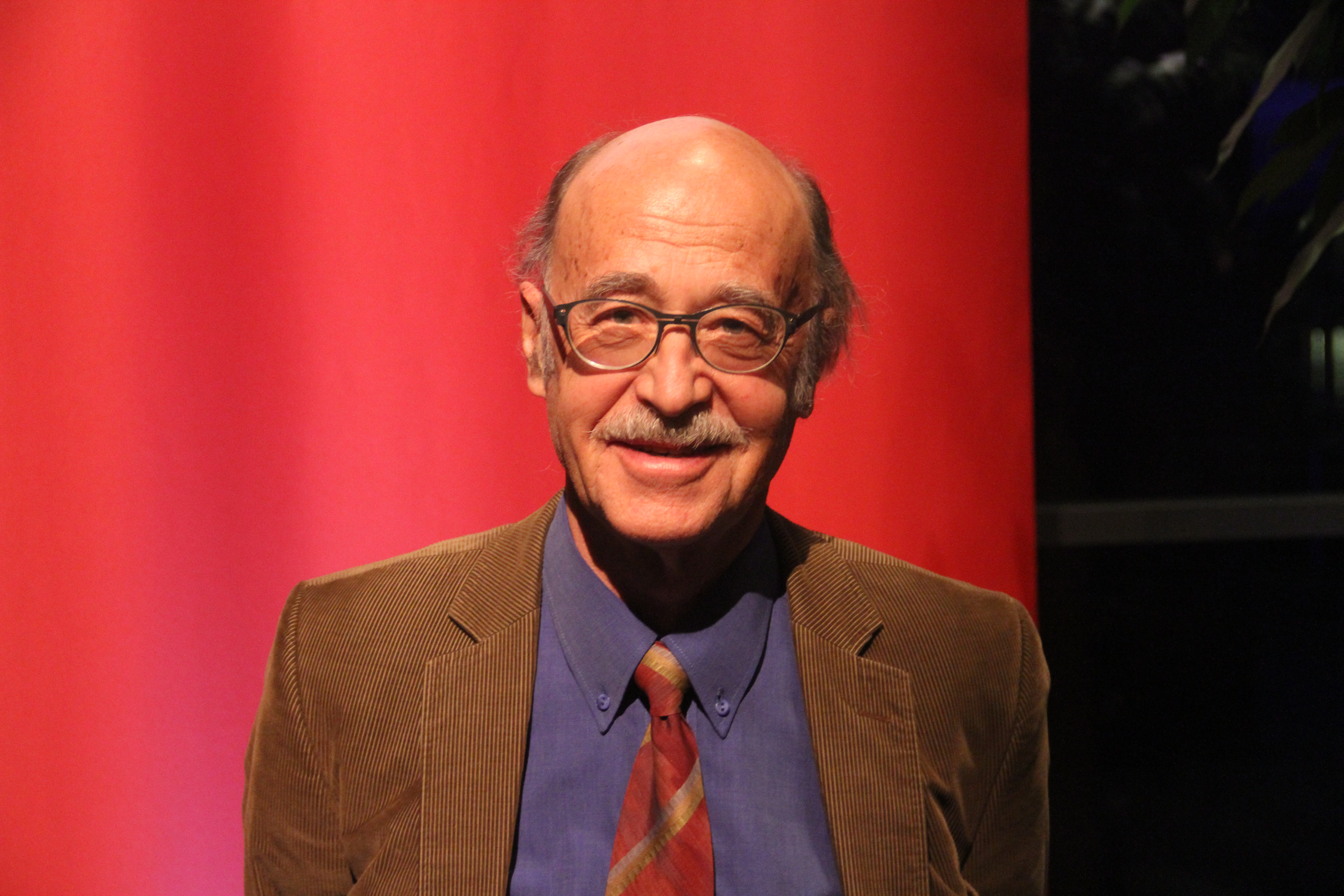
Remo H. Largo (1943–2020)

- Larguier des Bancels, Antoine-Frédéric (1769–1800), französischer Kaufmann, Reeder und Sklavenhändler
- Larguier des Bancels, Pierre-Frédéric (1738–1811), französisch-schweizerischer Kaufmann, Sklavenhändler und Plantagenbesitzer
- Larguier, Aimé (1895–1938), französischer Politiker, Mitglied der Nationalversammlung
- Larguier, Léo (1878–1950), französischer Schriftsteller

### Larh
- Larholm, Jonas (* 1982), schwedischer Handballspieler und -trainer

### Lari
- Lari, Egidio (1882–1965), italienischer Geistlicher, römisch-katholischer Erzbischof und Diplomat des Heiligen Stuhls
- Lari, Emilio (* 1939), italienischer Fotograf
- Lari, Leonida (1949–2011), moldawisch-stämmige Dichterin, Journalistin und Politikerin
- Lari, Ovidio (1919–2007), italienischer Geistlicher, Bischof des Bistums Aosta
- Lari, Yasmeen (* 1940), pakistanische Architektin und Architekturhistorikerin
- Lari, Zahra (* 1995), Eiskunstläuferin aus den Vereinigten Arabischen Emiraten
- Lariba, Ian (1994–2018), philippinische Tischtennisspielerin
- Larible, David (* 1957), italienischer Clown
- Laricchia, Michael (* 1968), deutscher Schauspieler
- Lariche, Benjamin (* 1987), französischer Automobilrennfahrer
- Laridschani, Ali (* 1958), iranischer PolitikerAli Laridschani (* 1958)

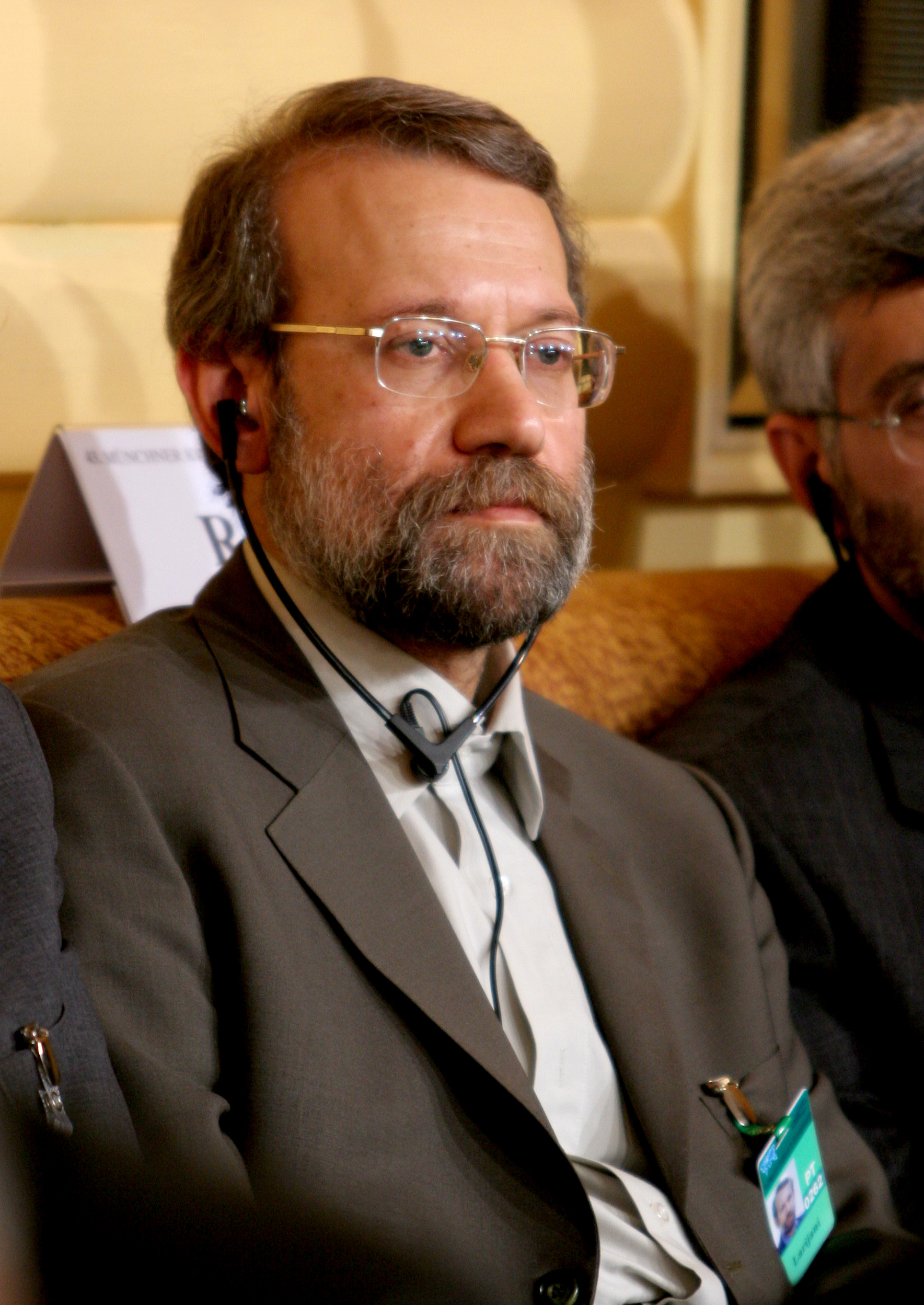
Ali Laridschani (* 1958)

- Laridschani, Sadegh (* 1961), iranischer Politiker und oberster Richter
- Larie, Ionuț (* 1987), rumänischer Fußballspieler
- Larigaudie, Guy de (1908–1940), französischer Pfadfinder und Schriftsteller
- Larij, Roland (1855–1932), niederländischer Landschafts- und Genremaler sowie Zeichner und Radierer
- Larimer, Dan, amerikanischer Softwareentwickler und Blockchain-Experte
- Larin, Cyle (* 1995), kanadischer Fußballspieler
- Larin, Roman (* 1985), israelischer Eishockeyspieler
- Larin, Sergej (1956–2008), russischer Opernsänger (Tenor)
- Larin, Wladimir Nikolajewitsch (1939–2019), russischer Geologe
- Larin, Wladislaw Wladimirowitsch (* 1995), russischer Taekwondoin
- Larina, Marija (* 2004), ukrainische Kugelstoßerin
- Larini, Nicola (* 1964), italienischer Formel-1- und Tourenwagen-Rennfahrer
- Larink, Johannes (1893–1988), deutscher Astronom
- Larinto, Jari, finnischer Skispringer und Skisprungtrainer
- Larinto, Ville (* 1990), finnischer Skispringer
- Lario Carrillo, Inocencio (* 1984), spanischer Beachvolleyballspieler
- Lario, Alvaro (* 1977), spanischer Finanzfachmann und UN-Manager
- Lario, Dámaso de (* 1949), spanischer Diplomat und Botschafter
- Lario, Veronica (* 1956), italienische Schauspielerin
- Larionow, Dmitri Olegowitsch (* 1985), russischer Kanute
- Larionow, Igor Nikolajewitsch (* 1960), russischer EishockeyspielerIgor Nikolajewitsch Larionow (* 1960)

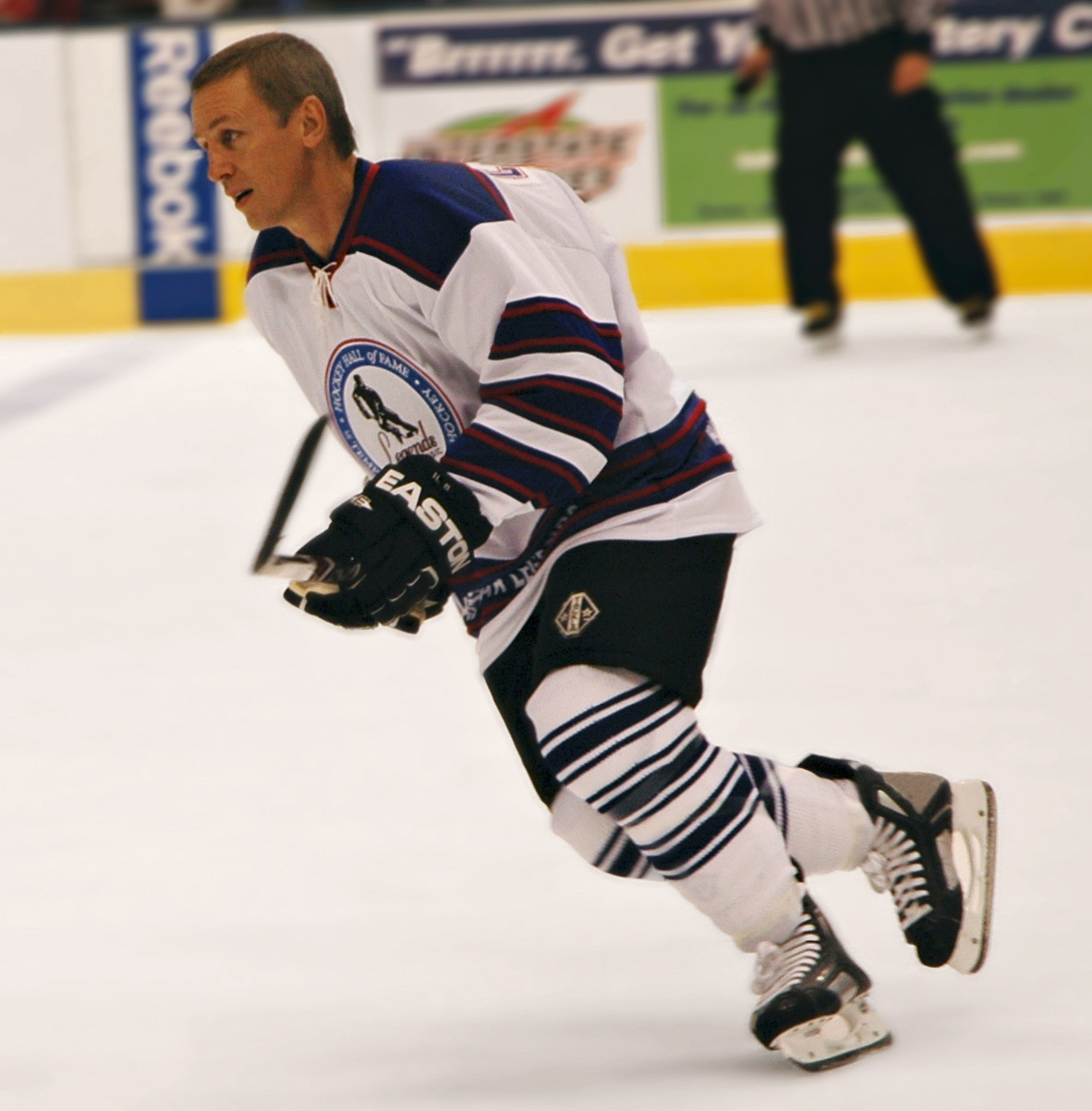
Igor Nikolajewitsch Larionow (* 1960)

- Larionow, Iwan Petrowitsch (1830–1889), russischer Komponist
- Larionow, Juri Jurjewitsch (* 1986), russischer Eiskunstläufer
- Larionow, Konstantin (* 1989), russischer Naturbahnrodler
- Larionow, Michail Fjodorowitsch (1881–1964), russischer Maler
- Larionow, Nikolai Jewgenjewitsch (* 1957), sowjetischer Fußballspieler
- Larionowa, Jekaterina (* 1994), kasachische Ringerin
- Larionowa, Olga Nikolajewna (1935–2023), russische Schriftstellerin
- Larionowa, Tatjana Petrowna (* 1955), russische Politikerin und Duma-Abgeordnete
- Larios Jiménez, Armando (1951–2021), kolumbianischer Geistlicher, römisch-katholischer Bischof von Riohacha
- Larios, Felipe († 1886), mexikanischer Musiker, Musikpädagoge, Dirigent und Komponist
- Larios, Iazua (* 1985), mexikanische SchauspielerinIazua Larios (* 1985)

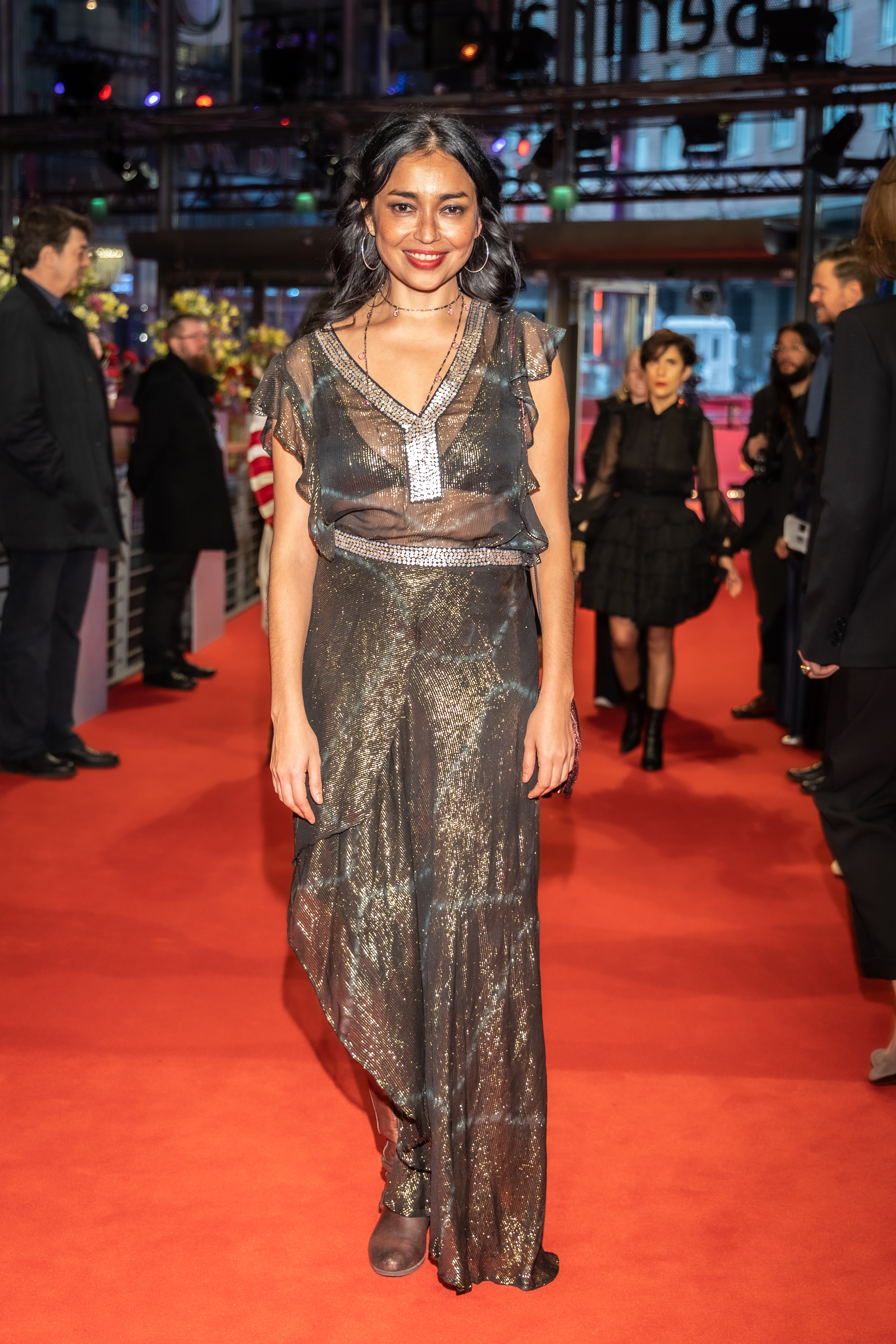
Iazua Larios (* 1985)

- Larios, Jean-François (* 1956), französischer Fußballspieler und Spielerberater
- Larios, Óscar (* 1976), mexikanischer Boxer
- Larios, Pablo (1960–2019), mexikanischer Fußballtorwart
- Laris, Tom (* 1940), US-amerikanischer Langstreckenläufer
- Larisch von Moennich, Heinrich (1850–1918), österreichischer Industrieller und Politiker
- Larisch von Moennich, Johann (1821–1884), österreichischer Großgrundbesitzer und Finanzminister
- Larisch von Woitowitz, Matthias († 2000), deutscher Polizist und Mordopfer
- Larisch, Alexander von (1854–1932), sächsischer General der Artillerie
- Larisch, Alfred von (1819–1897), deutscher Verwaltungsbeamter und Staatsmann
- Larisch, Alfred von (1856–1952), preußischer General der Infanterie
- Larisch, Carl Gottlieb von (1703–1773), preußischer Landrat
- Larisch, Emanuel (1906–1944), deutscher Politiker (KPD), Widerstandskämpfer
- Larisch, Franz Joseph Anton von (1689–1748), preußischer Landrat
- Larisch, Gustav von († 1810), preußischer Landrat
- Larisch, Heribert von (1894–1972), deutscher Offizier, zuletzt Generalleutnant im Zweiten Weltkrieg
- Larisch, Johann Karl Leopold von (1734–1811), preußischer Generalleutnant, Chef des Infanterieregiments Nr. 26, Namensgeber für die Larisch-Stickerei
- Larisch, Johann Leopold Konstantin von (1752–1815), preußischer Generalmajor
- Larisch, Joseph von (1777–1841), preußischer Generalmajor, Besitzer der Herrschaft Bielau
- Larisch, Karen (* 1969), deutsche Politikerin (Die Linke), MdL
- Larisch, Karl von (1824–1903), preußischer General der Kavallerie
- Larisch, Paul (1870–1934), deutscher Kürschnermeister und Fachautor
- Larisch, Peter (* 1950), deutscher Handballspieler
- Larisch, Rudolf von (1856–1934), österreichischer Grafikdesigner und Typograf
- Larisch, Walter (* 1937), deutscher Fußballspieler
- Larisch, Wilhelm Christian von (1743–1823), preußischer Generalleutnant und Chef des Infanterieregiments Nr. 53
- Larisch-Ramsauer, Hertha (1897–1972), österreichische Schriftkünstlerin, Buchgestalterin, Gebrauchsgrafikerin und Hochschullehrerin
- Larisch-Wallersee, Marie Louise von (1858–1940), Nichte der Kaiserin Elisabeth von ÖsterreichMarie Louise von Larisch-Wallersee (1858–1940)

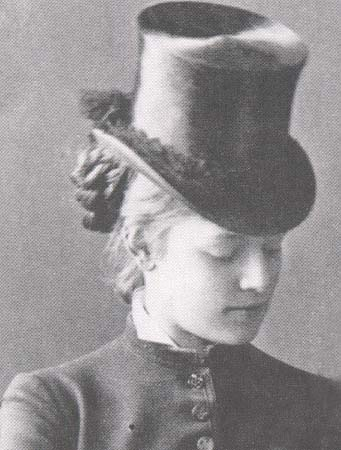
Marie Louise von Larisch-Wallersee (1858–1940)

- Larisey, Clarissa (* 1999), kanadische Fußballspielerin
- Larisi, Lucija (* 1975), slowenische Biathletin
- Larisika-Ulmke, Dagmar (1943–1998), deutsche Politikerin (FDP), MdL
- Larissa, Märtyrerin und Heilige
- Larivey, Pierre de (1541–1619), französischer Dramatiker
- Larivière, Charles-Philippe (1798–1876), französischer akademischer Maler und Grafiker
- Lariviere, Garry (* 1954), kanadischer Eishockeyspieler und -trainer
- Larivière, Laurent (* 1972), französischer Theater- und Filmregisseur und Drehbuchautor

### Lark
- Lark, Bob, US-amerikanischer Jazztrompeter (auch Flügelhorn) und Hochschullehrer
- Lark, Feodor (* 1997), US-amerikanischer Schauspieler
- Lark, Michael (* 1966), US-amerikanischer Comiczeichner
- Lark, Sophie, US-amerikanische Autorin
- Lark-Horovitz, Karl (1892–1958), US-amerikanischer Physiker
- Larka, Andres (1879–1942), estnischer Politiker
- Larke, Zara (* 2005), australische Tennisspielerin
- Larkèche, Ziyad (* 2002), französischer Fußballspieler
- Larken, Sheila (* 1944), US-amerikanische Fernsehschauspielerin
- Larkens, Franz (1876–1963), österreichischer Opernsänger (Bassbariton) und Gesangspädagoge
- Larkham, Brent (* 1972), australischer Tennisspieler
- Larkham, Stephen (* 1974), australischer Rugby-Union-Spieler
- Larkham, Todd (* 1974), australischer Tennisspieler
- Larkin, Abbie (* 2005), irische Fußballspielerin
- Larkin, Alice (* 1974), britische Klimawissenschaftlerin
- Larkin, Anatoli Iwanowitsch (1932–2005), russischer Physiker
- Larkin, Betsie, amerikanische Singer-Songwriterin
- Larkin, Chris (* 1967), britischer FilmschauspielerChris Larkin (* 1967)

Chris Larkin (* 1967)

- Larkin, Christopher (* 1987), amerikanischer Schauspieler
- Larkin, Clarence (1850–1924), US-amerikanischer Baptistenpastor und Bibellehrer
- Larkin, Colin (* 1949), britischer Musikenzyklopädist und Verleger
- Larkin, Delia (1878–1949), irisch-stämmige, britische Gewerkschaftlerin und Journalistin
- Larkin, Denis (1908–1987), irischer Politiker
- Larkin, Duncan (1959–2008), englischer Radiomoderator
- Larkin, Dylan (* 1996), US-amerikanischer Eishockeyspieler
- Larkin, Edward (1880–1915), australischer Rugby-Union-Spieler, Rugby-League-Funktionär und Politiker
- Larkin, Gracelyn (* 2001), kanadische Langstreckenläuferin
- Larkin, James (1874–1947), sozialistischer Aktivist und Führer der irischen Gewerkschaftsunion
- Larkin, James junior (1904–1969), irischer sozialistischer Aktivist, Politiker und Führer der irischen Gewerkschaftsunion
- Larkin, Joshua (* 1989), australischer Squashspieler
- Larkin, Kenny (* 1968), US-amerikanischer Techno-Produzent und DJ
- Larkin, Linda (* 1970), US-amerikanische Schauspielerin und SynchronsprecherinLinda Larkin (* 1970)

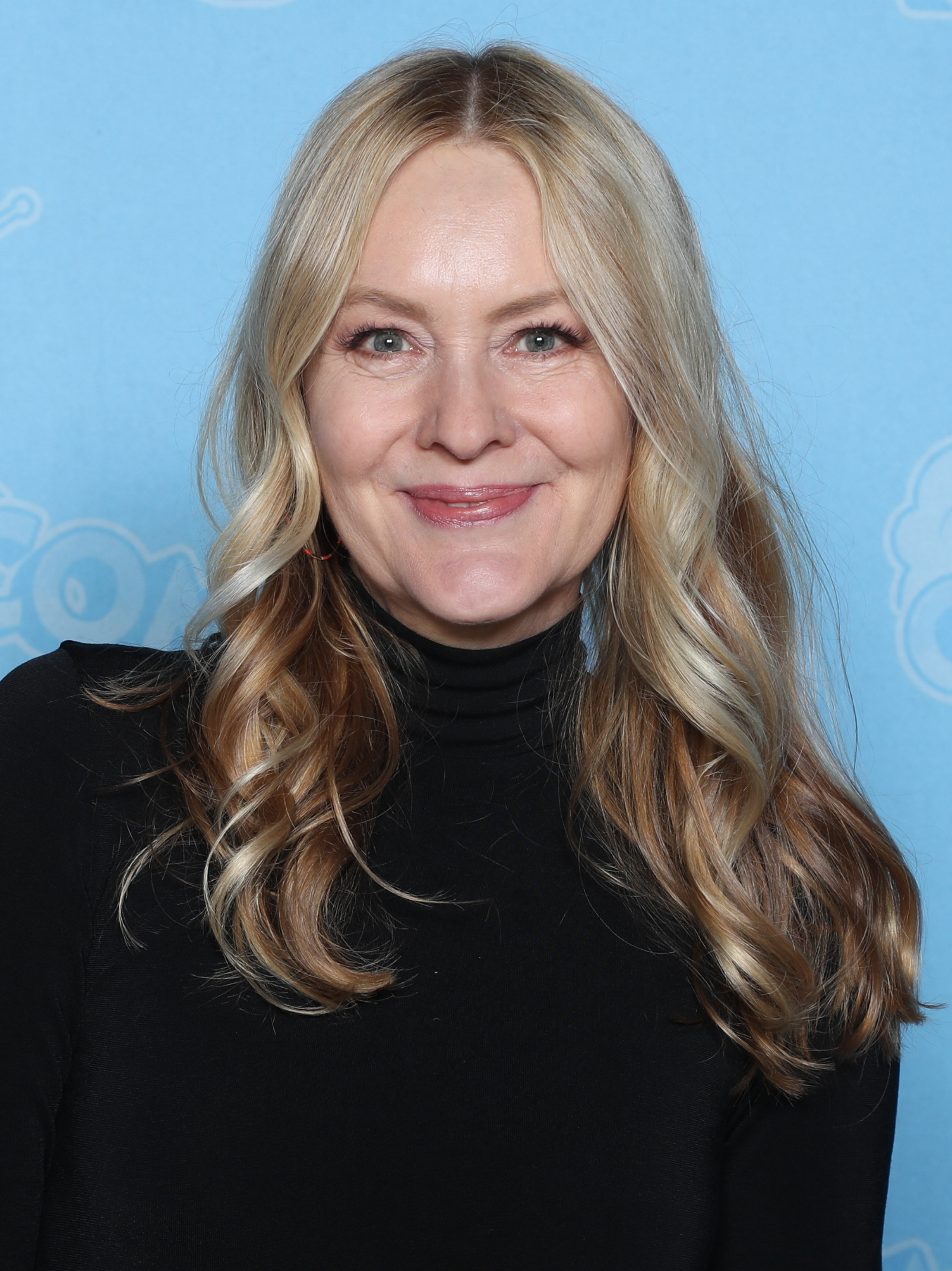
Linda Larkin (* 1970)

- Larkin, Lorna, irische Schauspielerin
- Larkin, Margaret Mary, US-amerikanische Arabistin
- Larkin, Milt (1910–1996), US-amerikanischer Jazztrompeter
- Larkin, Mitch (* 1993), australischer Schwimmer
- Larkin, Moscelyne (1925–2012), US-amerikanische Balletttänzerin
- Larkin, Peter (1926–2019), US-amerikanischer Bühnenbildner und Filmarchitekt
- Larkin, Philip (1922–1985), britischer Dichter, Autor und Jazzkritiker
- Larkin, Ryan (1943–2007), kanadischer Animator und Trickfilmregisseur
- Larkin, Shane (* 1992), US-amerikanisch-türkischer BasketballspielerShane Larkin (* 1992)

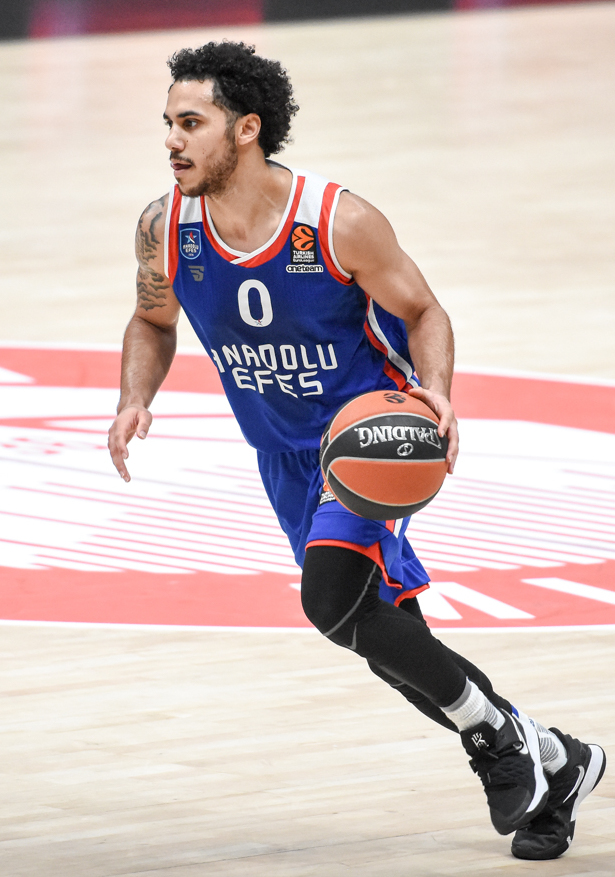
Shane Larkin (* 1992)

- Larkin, Shannon (* 1967), US-amerikanischer Schlagzeuger
- Larkin, Suzy (* 1992), britische Tennisspielerin
- Larkin, Thomas (* 1990), italo-amerikanischer Eishockeyspieler
- Larkin, Tippy (1917–1991), US-amerikanischer Boxer, Weltmeister im Halbweltergewicht
- Larkin, William Thomas (1923–2006), US-amerikanischer Geistlicher und römisch-katholischer Bischof von Saint Petersburg
- Larking, Gunhild (* 1936), schwedische Hochspringerin
- Larkins, Ellis (1923–2002), US-amerikanischer Jazz-Pianist des Swing
- Larkins, Peter (* 1954), australischer Hindernisläufer
- Larkins, Wayne (1953–2025), englischer Cricketspieler
- Larkio, Markku (* 1972), finnischer Basketballspieler
- Larkow, Andrei Witaljewitsch (* 1989), russischer Skilangläufer
- Larkow, Mychajlo (* 2009), ukrainischer Billardspieler

### Larm
- Larman, Drew (* 1985), US-amerikanischer Eishockeyspieler
- Larmann, Monika (* 1953), deutsche Fußballspielerin
- Lärmer, Karl (1930–2010), deutscher Wirtschaftshistoriker
- Larmer, Steve (* 1961), kanadischer Eishockeyspieler
- Larmessin, Nicolas II (1632–1694), französischer Kupferstecher
- Larminat, Edgard de (1895–1962), französischer General
- Larminat, Étienne de (1863–1951), französischer Offizier und Topograph
- Larmor, Joseph (1857–1942), irischer Physiker und Mathematiker
- Larmore, Jennifer (* 1958), US-amerikanische Opernsängerin (Mezzosopran)

### Larn
- Lärn, Viveca (* 1944), schwedische Kinderbuchautorin und Schriftstellerin
- Larnach, William (1833–1898), australischer Bankier, neuseeländischer Politiker sowie Erbauer des Larnach Castle in Dunedin
- Larned, Simon (1753–1817), US-amerikanischer Politiker
- Larned, William (1872–1926), US-amerikanischer Tennisspieler
- Larnell, Michael, US-amerikanischer Filmregisseur, Drehbuchautor und Filmproduzent
- Larner, Edgar (1869–1930), britischer Radio- und Fernsehingenieur und -pionier
- Larner, Ernest (1880–1963), britischer Geher
- Larner, George (1875–1949), britischer Geher
- Larner, Jeremy (* 1937), US-amerikanischer Journalist, Dichter und Drehbuchautor
- Larner, Stevan (1930–2005), US-amerikanischer Kameramann
- Larner, Wendy (* 1963), neuseeländische Geographin und Hochschullehrerin
- Larney, Marjorie (* 1937), US-amerikanische Speerwerferin, Diskuswerferin und Kugelstoßerin
- Larni, Martti (1909–1993), finnischer Schriftsteller und Journalist
- Lärnsack, Stefan (* 1992), österreichischer Fußballspieler
- Larnyoh, George (1938–2008), ghanesischer Jazzmusiker (Saxophon, Komposition)

### Laro
- LaRocca, Jimmy (1939–2023), US-amerikanischer Jazzmusiker (Trompete)
- Larocca, John Sebastian (1901–1984), italienisch-amerikanischer Mobster
- Larocca, José María (* 1969), argentinischer Springreiter
- LaRocca, Nick (1889–1961), US-amerikanischer Kornettist, Bandleader und Jazzpionier
- LaRocco, Larry (* 1946), US-amerikanischer Politiker
- Laroche, Alain (* 1963), kanadischer Freestyle-Skisportler
- Laroche, Dominique, kanadischer Freestyle-Skisportler
- Laroche, Emmanuel (1914–1991), französischer Sprachwissenschaftler, Spezialgebiet antike anatolische Sprachen
- Laroche, Guy (1921–1989), französischer ModeschöpferGuy Laroche (1921–1989)

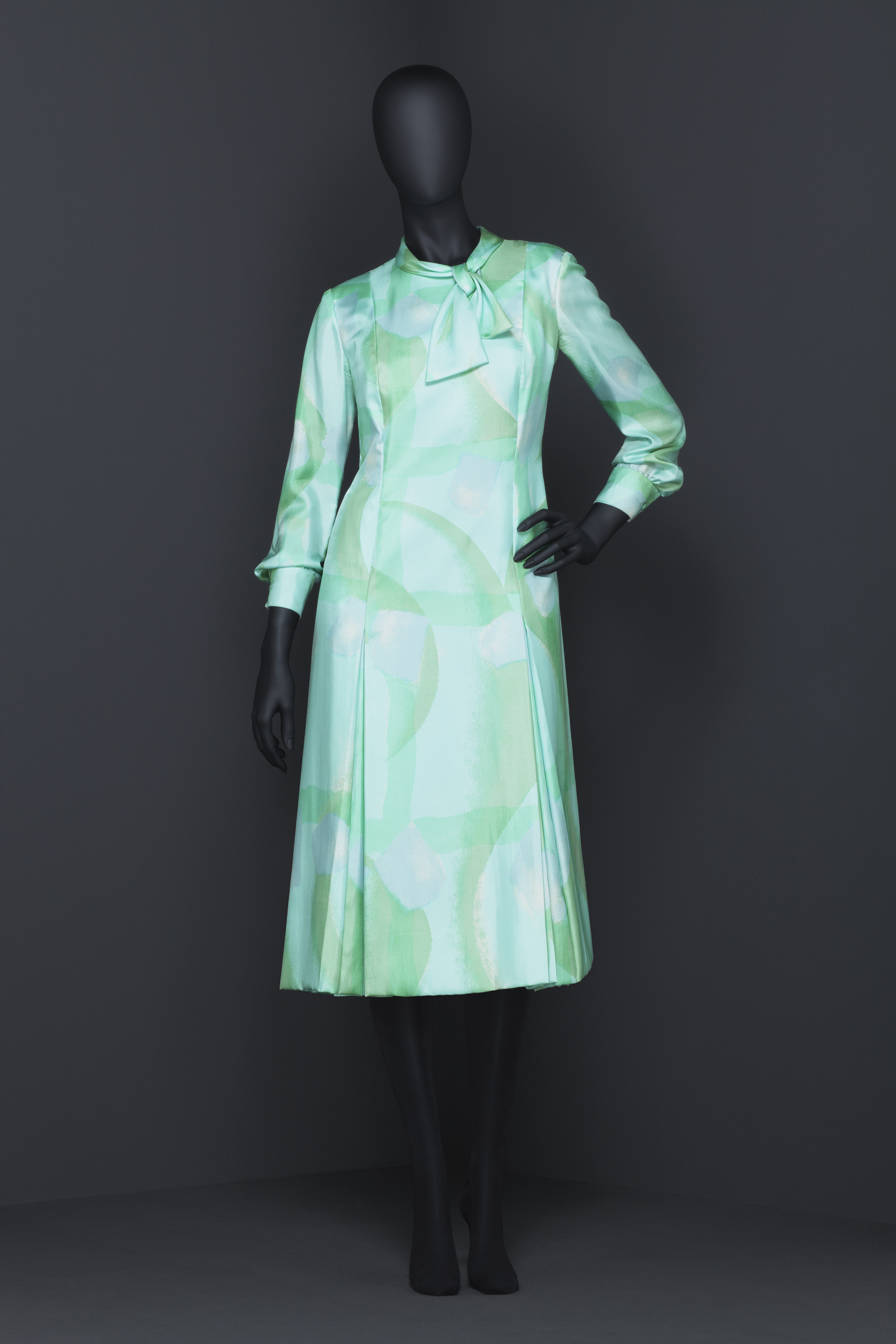
Guy Laroche (1921–1989)

- Laroche, Jade (* 1989), französische DJ, ehemalige Stripperin und Pornodarstellerin
- Laroche, Jean (1914–1967), französischer Autorennfahrer
- Laroche, Jutta (* 1949), deutsche Schriftstellerin
- Laroche, Lucie (* 1968), kanadische Skirennläuferin
- Laroche, Lucienne (1929–1981), französische Vorderasiatische Archäologin
- Laroche, Philippe (* 1966), kanadischer Freestyle-Skisportler
- Laroche, Yves (* 1959), kanadischer Freestyle-Skisportler
- Laroche-Dubouscat, Antoine (1757–1831), französischer Divisionsgeneral
- Larochelle, Barthélémy (1748–1808), französischer Schauspieler
- LaRochelle, Bill (1926–2011), kanadischer Hürdenläufer und Sprinter
- LaRochelle, Sophie (* 1964), kanadische Ingenieurin, Physikerin und Hochschullehrerin
- Larock, Victor (1904–1977), belgischer sozialistischer Politiker und Minister
- Larock, Yves (* 1977), Schweizer DJ und Produzent
- LaRocque, Andy (* 1962), schwedischer Gitarrist, Komponist und MusikproduzentAndy LaRocque (* 1962)

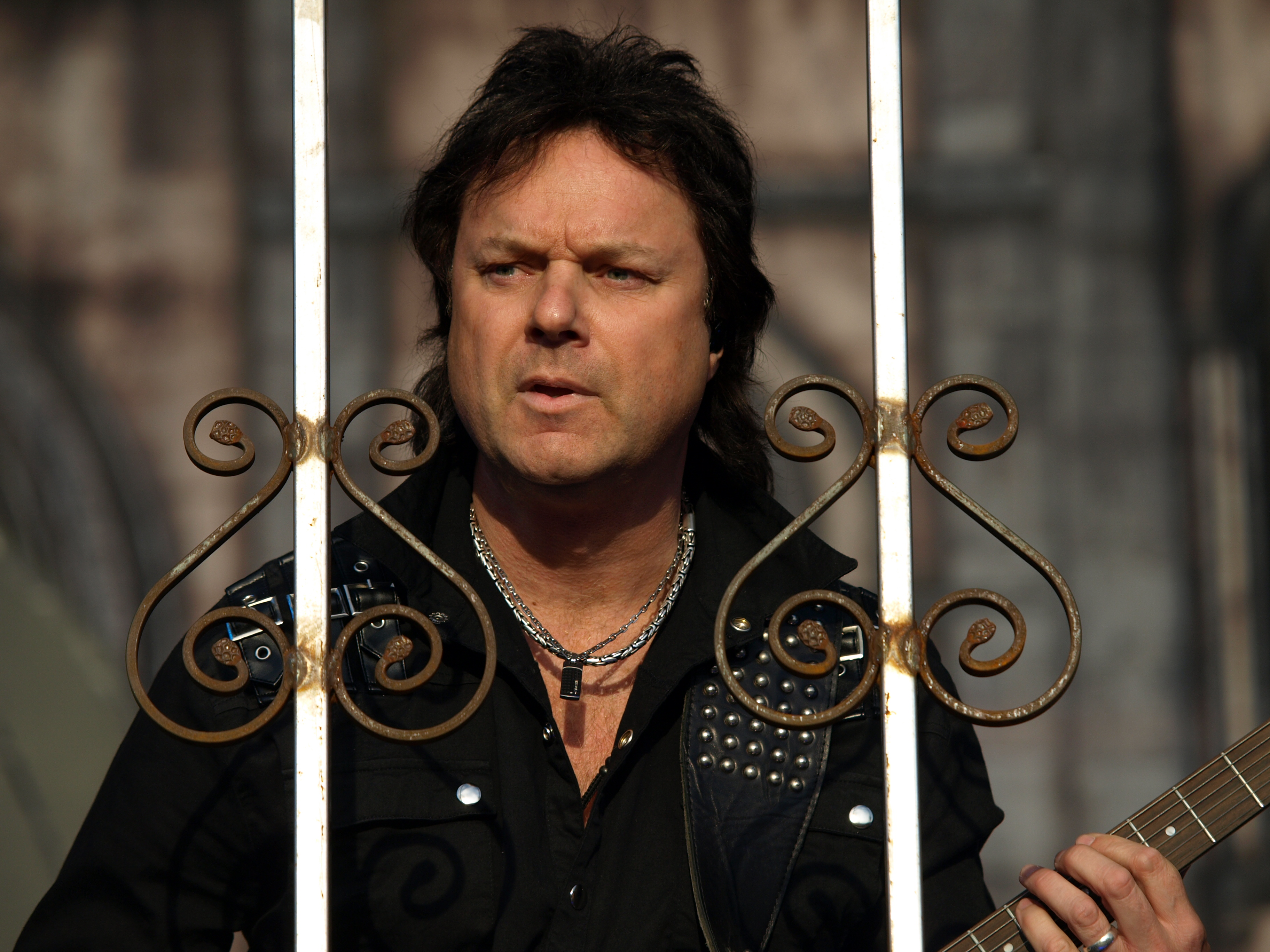
Andy LaRocque (* 1962)

- LaRocque, Eugène Philippe (1927–2018), kanadischer Geistlicher, emeritierter Bischof von Alexandria-Cornwall
- LaRocque, Irwin (* 1955), dominicanischer Diplomat und Politiker
- Larocque, Jacques (* 1940), deutsch-kanadischer Eishockeytorwart
- Larocque, Jocelyne (* 1988), kanadische Eishockeyspielerin
- Larocque, Michel (1952–1992), kanadischer Eishockeyspieler
- Laromiguière, Pierre (1756–1837), französischer Philosoph
- Laron, Zvi (* 1927), israelischer Endokrinologe rumänischer Herkunft
- LaRondelle, Hans K. (1929–2011), niederländisch-amerikanischer systematischer Theologe
- Laroni, Nereo (1942–2019), italienischer Politiker, Bürgermeister von Venedig, MdEP
- Laroo, Saskia (* 1959), niederländische Jazzmusikerin
- Laroppe, Thomas (* 1977), französischer Schauspieler und Tänzer
- Laroque, Michèle (* 1960), französische Schauspielerin, Drehbuchautorin und FilmregisseurinMichèle Laroque (* 1960)

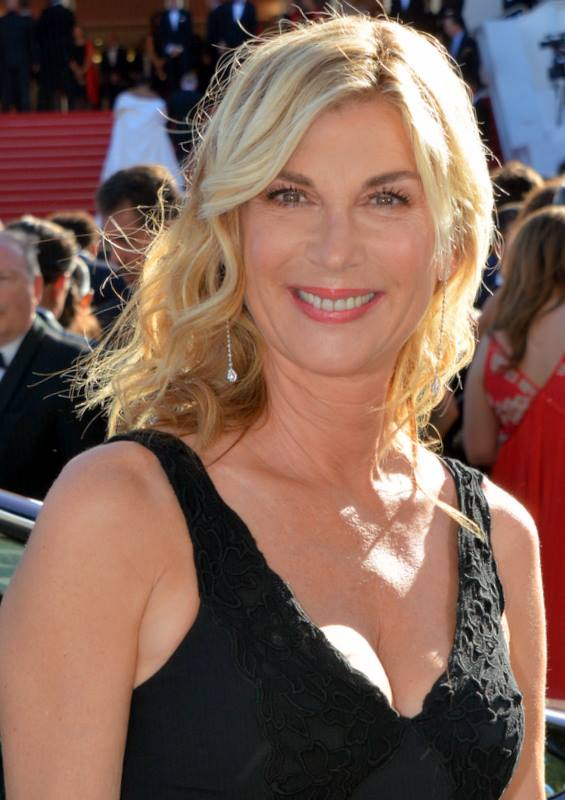
Michèle Laroque (* 1960)

- Laros, Matthias (1882–1965), deutscher Theologe
- Laros, Niels (* 2005), niederländischer Mittel- und Langstreckenläufer
- LaRosa, Isabel (* 2004), kubanisch-US-amerikanische Sängerin
- LaRose, Chad (* 1982), US-amerikanischer Eishockeyspieler
- Larose, Claude (* 1942), kanadischer Eishockeyspieler und -trainer
- Larose, Claude (* 1955), kanadischer Eishockeyspieler und -trainer
- Larose, Cory (* 1975), kanadischer Eishockeyspieler
- Larose, David (* 1985), französischer Judoka
- Larose, Marc (* 1959), seychellischer Hürdenläufer
- LaRose, Mary, amerikanische Malerin und Sängerin
- Larose, Simon (* 1978), kanadischer Tennisspieler
- Larosière, Jacques de (* 1929), französischer Jurist
- Larot, Dina (* 1942), österreichische Malerin
- Larotschkina, Irina Andrejewna (* 1950), sowjetische bzw. russische Geologin und Politikerin
- LaRouche, Lyndon (1922–2019), US-amerikanischer PolitaktivistLyndon LaRouche (1922–2019)

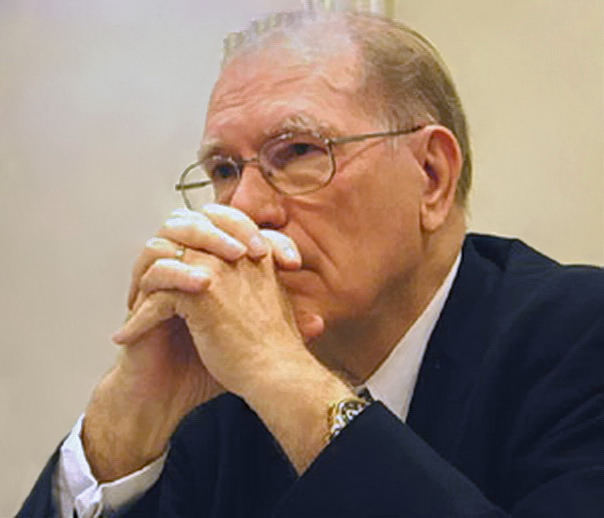
Lyndon LaRouche (1922–2019)

- Larouche, Nadya (* 1956), kanadische Schriftstellerin
- Larouche, Pierre (* 1955), kanadischer Eishockeyspieler
- Larouci, Yasser (* 2001), algerisch-französischer Fußballspieler
- Larouette, Friedrich (* 1884), deutscher Architekt
- Laroui, Fouad (* 1958), marokkanischer Schriftsteller
- Larousse, Pierre (1817–1875), französischer Enzyklopädist und Verleger
- Laroussi, Hind (* 1984), niederländische Sängerin
- Laroyenne, Jean (1930–2009), französischer Säbelfechter

### Larp
- Larpe, Michel (* 1959), französischer Radrennfahrer

### Larq
- Larqué, Jean-Michel (* 1947), französischer Fußballspieler, -trainer und Journalist

### Larr
- Larra, Mariano José de (1809–1837), spanischer Schriftsteller und Journalist
- Larrabee, Charles H. (1820–1883), US-amerikanischer Offizier, Jurist und Politiker
- Larrabee, Mike (1933–2003), US-amerikanischer Sprinter und Olympiasieger
- Larrabee, William (1832–1912), US-amerikanischer Politiker
- Larrabee, William (1870–1960), US-amerikanischer Politiker
- Larrabeiti, Michael de (1934–2008), britischer Schriftsteller und Journalist
- Larracuente, Brandon (* 1994), US-amerikanischer SchauspielerBrandon Larracuente (* 1994)

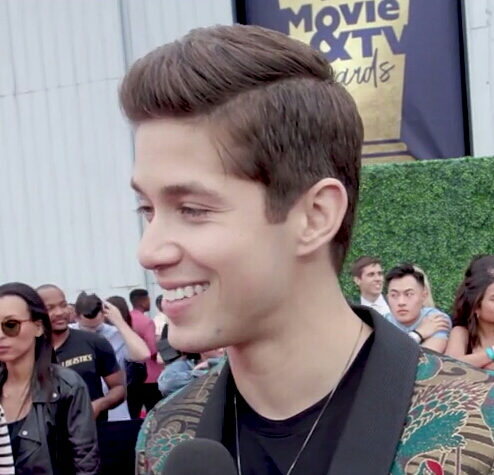
Brandon Larracuente (* 1994)

- Larraín Barros, Horacio (* 1929), chilenischer Kulturanthropologe und Fotograf
- Larraín Cordovez, Eduardo (1890–1970), chilenischer Geistlicher
- Larraín Valdivieso, Gabriel (1925–2008), chilenischer Geistlicher, Weihbischof im Erzbistum Santiago de Chile
- Larrain, Luis Alfonzo (1911–1996), venezolanischer Komponist und Musiker
- Larraín, Pablo (* 1976), chilenischer Filmregisseur, Produzent und Drehbuchautor
- Larralde, José (* 1937), argentinischer Liedermacher
- Larrañaga, Enrique de (1900–1956), argentinischer Maler
- Larrañaga, Jorge (1956–2021), uruguayischer Rechtsanwalt und Politiker
- Larrañaga, Juan Antonio (* 1958), spanischer Fußballspieler
- Larrañeta Olleta, Juan José (* 1941), spanischer Ordensgeistlicher, emeritierter Apostolischer Vikar von Puerto Maldonado
- Larraona, Arcadio María (1887–1973), spanischer Kardinal der römisch-katholischen Kirche
- Larrarte, Eukene (* 1998), spanische Radsportlerin
- Larraß, Johannes Anton (1832–1908), sächsischer Generalleutnant
- Larraß, Patricia (* 1989), deutsche SchlagersängerinPatricia Larraß (* 1989)

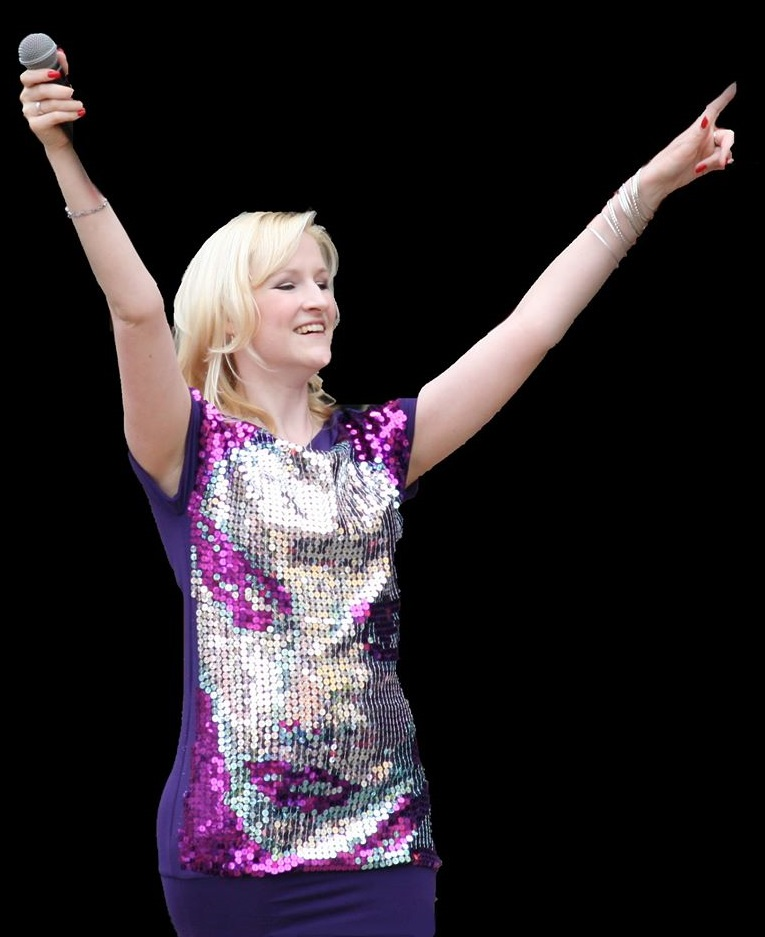
Patricia Larraß (* 1989)

- Larratt, Devon (* 1975), kanadischer Armwrestler
- Larrauri Lafuente, José María (1918–2008), spanischer Geistlicher, römisch-katholischer Bischof von Vitoria, Spanien
- Larrauri, Elena (* 1959), spanische Kriminologin und Hochschullehrerin
- Larrauri, Juanita (1910–1990), argentinische Tangosängerin und Politikerin
- Larrauri, Oscar (* 1954), argentinischer Automobilrennfahrer
- Larraz, José Ramón (1929–2013), spanischer Comiczeichner, Filmregisseur und Drehbuchautor
- Larraz, Roberto (1898–1978), argentinischer Fechter
- Larrazábal Bretón, Fernando (* 1962), mexikanischer Politiker
- Larrazábal, Aitor (* 1971), spanischer Fußballspieler
- Larrazabal, Gaizka (* 1997), spanischer Fußballspieler
- Larrazábal, Gustavo Manuel (* 1961), argentinischer römisch-katholischer Ordensgeistlicher, Weihbischof in San Juan de Cuyo
- Larrazábal, Pablo (* 1983), spanischer Golfer
- Larrazábal, Wolfgang (1911–2003), venezolanischer Offizier, Präsident von Venezuela (1958)
- Larrazolo, Octaviano Ambrosio (1859–1930), US-amerikanischer Politiker
- Larre Borges, Ana Inés (* 1956), uruguayische Literaturkritikerin, Übersetzerin und Herausgeberin
- Larre, Claude (1919–2001), französischer Sinologe, Jesuit und Philosoph
- Larre, Juan Andrés (* 1967), uruguayischer Fußballspieler
- Larrea Dávila, Carlos Humberto (* 1968), ecuadorianischer Diplomat
- Larrea García, Gorka (* 1984), spanischer Fußballspieler
- Larrea Holguín, Juan Ignacio (1927–2006), ecuadorianischer Geistlicher und Jurist, Erzbischof von Guayaquil und Militärbischof von Ecuador
- Larrea y Legarreta, Luis María de (1918–2009), spanischer Geistlicher und römisch-katholischer Bischof von Bilbao
- Larrea, Kevin (* 1996), uruguayischer Fußballspieler
- Larrea, Tamara (* 1973), kubanische Beachvolleyballspielerin
- Larreal, Daniela (1973–2024), venezolanische RadrennfahrerinDaniela Larreal (1973–2024)

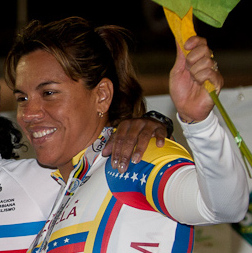
Daniela Larreal (1973–2024)

- Larregain, José Adolfo (* 1966), argentinischer römisch-katholischer Ordensgeistlicher, Erzbischof von Corrientes
- Larregina, Elián (* 2000), argentinischer Sprinter
- Larres, Albert (1900–1987), deutscher Maler
- Larres, Klaus (* 1958), deutscher Historiker und Politikwissenschaftler
- Larreta, Alberto Rodríguez (1934–1977), argentinischer Autorennfahrer
- Larreta, Antonio (1922–2015), uruguayischer Schriftsteller und Schauspieler
- Larreta, Augusto (1926–2019), argentinischer Schauspieler, Theaterproduzent und Theaterregisseur, Künstler, Musiker und Priester
- Larreta, Enrique (1875–1961), argentinischer Diplomat und Autor
- Larrey, Dominique Jean (1766–1842), französischer Militärarzt und ChirurgDominique Jean Larrey (1766–1842)

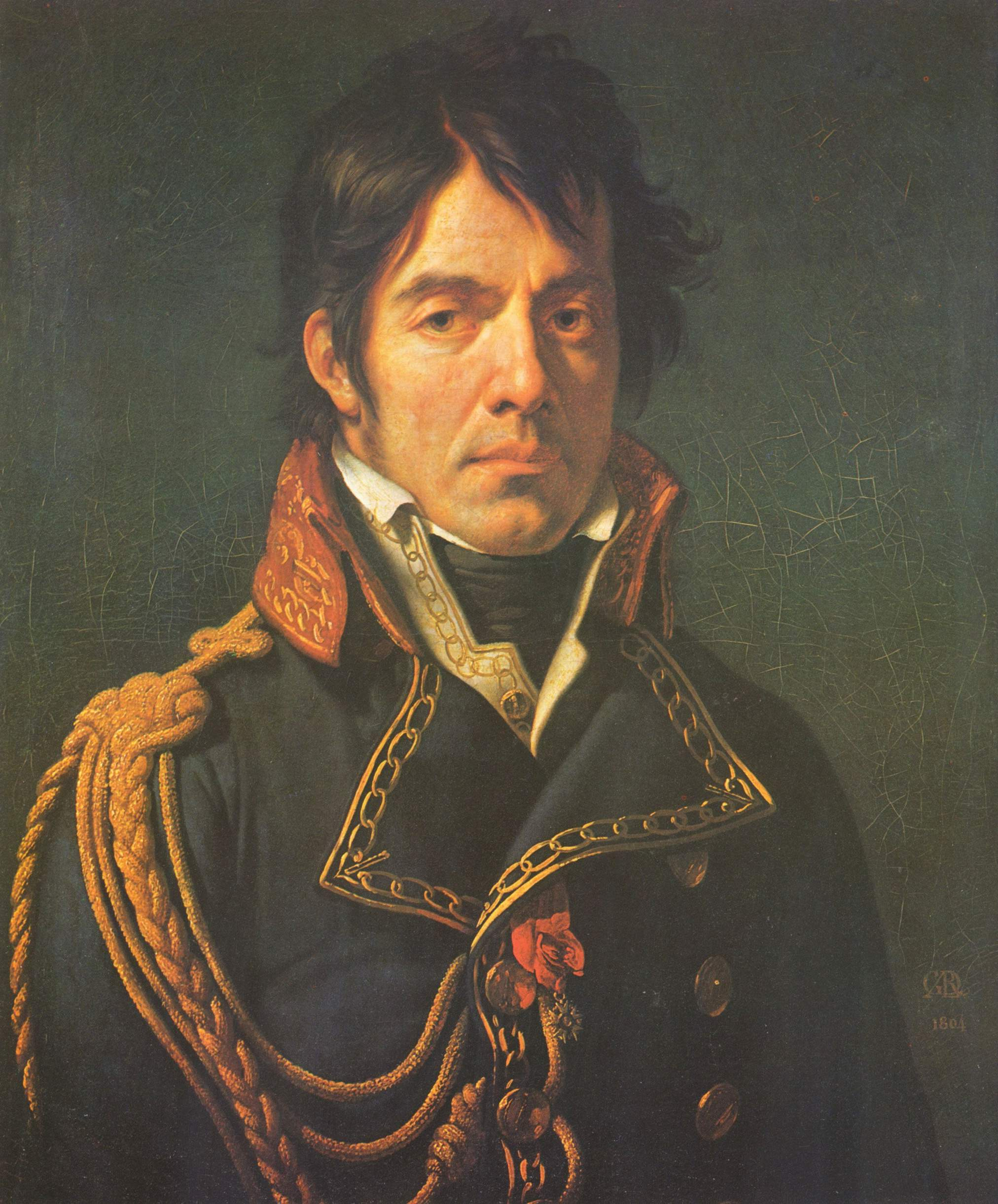
Dominique Jean Larrey (1766–1842)

- Larribeau, Adrien-Jean (1883–1974), französischer Bischof der Pariser Mission in Korea
- Larrière, Victoria (* 1991), französische Tennisspielerin
- Larrieu Smith, Francie (* 1952), US-amerikanische Mittel- und Langstreckenläuferin
- Larrieu, Arnaud (* 1966), französischer Regisseur
- Larrieu, Jean-Claude (* 1943), französischer Kameramann
- Larrieu, Jean-Marie (* 1965), französischer Regisseur
- Larrieu, Pauline (* 1951), französische Schauspielerin und Synchronsprecherin
- Larrieux, Amel (* 1973), US-amerikanische Sängerin und Singer-Songwriterin
- Larrinaga, Enrique (1910–1993), spanischer Fußballspieler
- Larrinaga, Tulio (1847–1917), puerto-ricanischer Politiker
- Larrionda, Jorge (* 1968), uruguayischer Fußballschiedsrichter
- Larrison, Mike (* 1981), US-amerikanischer Automobilrennfahrer
- Larriva, Guadalupe (1956–2007), ecuadorianische Politikerin
- Larriva, Tito (* 1953), mexikanischer Sänger, Musiker und SchauspielerTito Larriva (* 1953)

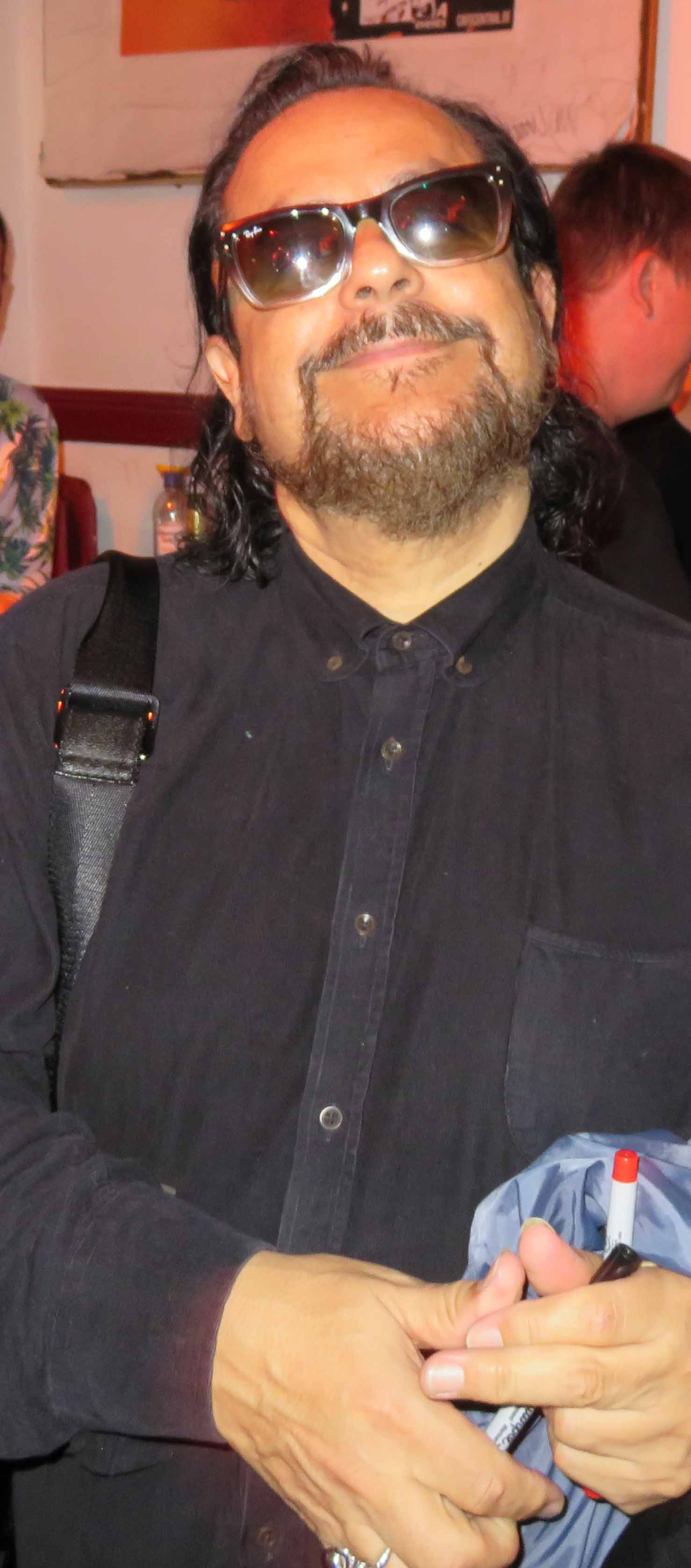
Tito Larriva (* 1953)

- Larrivee, Leo (1903–1928), US-amerikanischer Mittel- und Langstreckenläufer
- Larrivey, Joaquín (* 1984), argentinischer Fußballspieler
- Larroca, Oscar (1922–1976), argentinischer Tangosänger
- Larroca, Oscar (* 1962), uruguayischer Maler, Grafiker und Publizist
- Larrocha, Alicia de (1923–2009), spanische Pianistin
- Larronde, Olivier (1927–1965), französischer Dichter
- Larrondo Yáñez, Julio Esteban (* 1959), chilenischer römisch-katholischer Geistlicher, Weihbischof in Santiago de Chile
- Larrondo, Marcelo (* 1988), chilenischer Fußballspieler
- Larrondo, Nicolás (* 1987), chilenischer Fußballspieler
- L’Arronge, Adolph (1838–1908), deutscher Bühnenautor und Theaterleiter, Begründer des Deutschen Theaters
- L’Arronge, Andrea (* 1957), deutsche Schauspielerin und Synchronsprecherin
- L’Arronge, Eva (1907–1996), deutsche Schauspielerin, Hörspielsprecherin und Tänzerin
- L’Arronge, Hans (1874–1949), deutscher Schriftsteller
- L’Arronge, Lu (1892–1977), deutsch-italienische Stummfilmschauspielerin
- L’Arronge, Theodor (1812–1878), deutscher Schauspieler und Theaterdirektor
- Larroque, Koumba (* 1998), französische Ringerin
- Larroque, Pierre-Jean, französischer Kostümbildner
- Larroquette, John (* 1947), US-amerikanischer SchauspielerJohn Larroquette (* 1947)

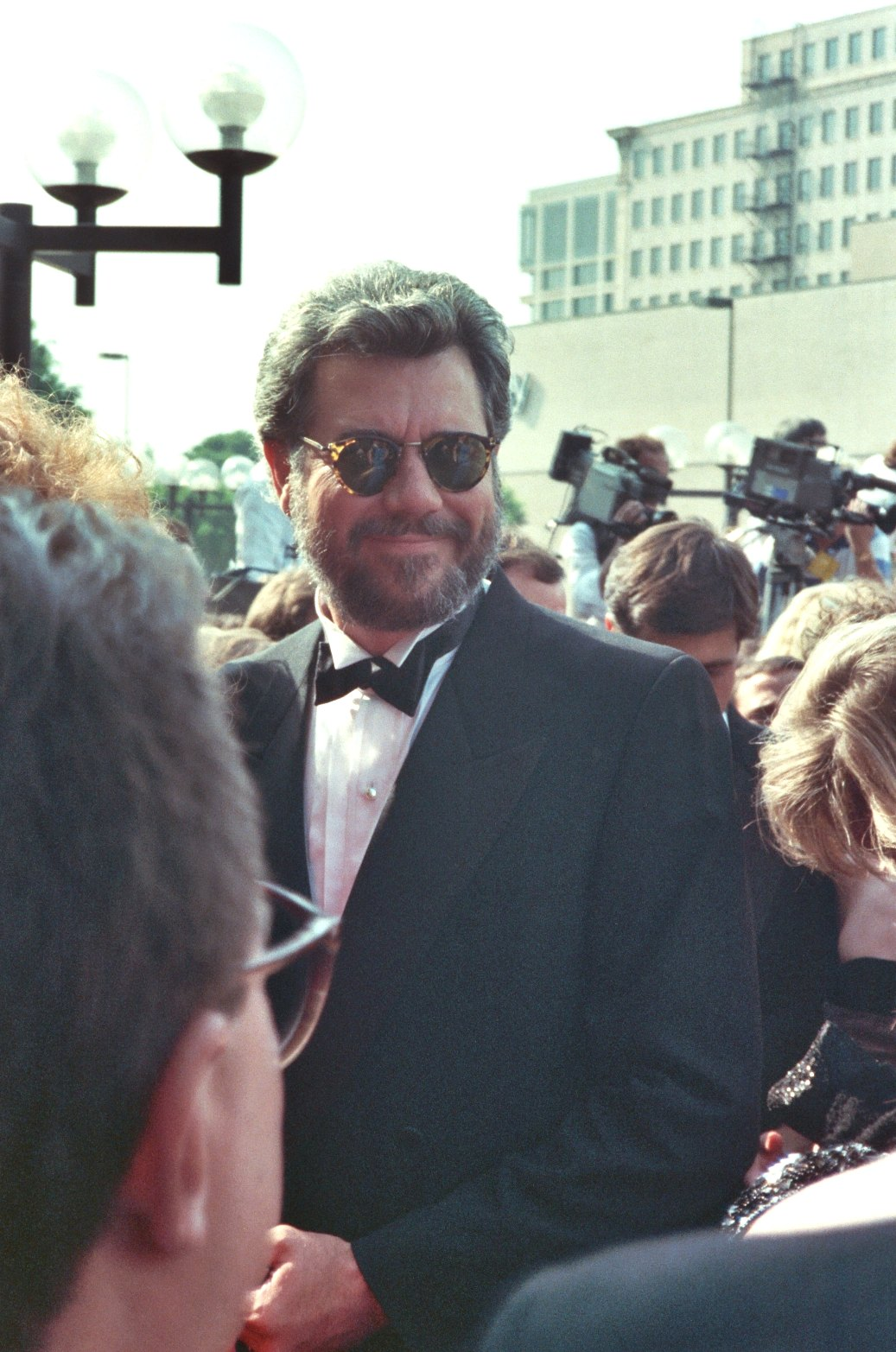
John Larroquette (* 1947)

- Larroquette, Mariana (* 1992), argentinische Fußballspielerin
- Larrosa, Gianfranco (* 1996), uruguayischer Fußballspieler
- Larrosa, Omar (* 1947), argentinischer Fußballspieler
- Larrousse, Gérard (* 1940), französischer Sportwagen- und Formel-1-Rennfahrer und -Teamchef
- Larrouy, Maurice (* 1872), französischer Sportschütze
- Larrouy, Sophie-Marie (* 1984), französische Komikerin, Schauspielerin, Journalistin und Autorin
- Larroya, Joaquín (1937–2021), spanischer Kanute
- Larry the Cable Guy (* 1963), US-amerikanischer Schauspieler
- Larry, Lionel (* 1986), US-amerikanischer Leichtathlet
- Larry, Shawn (* 1991), deutscher Baseballspieler

### Lars
- Lars Porsenna, etruskischer König
- Lars Tolumnius, König von Veji in Etrurien
- Lars, Frank (* 1963), deutscher Schlagersänger

#### Larsc
- Larsch, Käthe (1901–1935), deutsche Kommunistin und Widerstandskämpferin

#### Larse
- Larsen, Aage (1923–2016), dänischer Ruderer
- Larsen, Adolph (1856–1942), dänischer Landschaftsmaler
- Larsen, Aksel (1897–1972), dänischer Politiker, DKP-Vorsitzender, Mitglied des Folketing
- Larsen, Alfred (1863–1950), norwegischer Segler
- Larsen, Allan Juel (1931–2017), dänischer Radrennfahrer
- Larsen, Alma (* 1945), deutsche Autorin und Künstlerin
- Larsen, Anders (1870–1949), samischer Journalist und Autor in Norwegen
- Larsen, Angunnguaq (* 1976), grönländischer Schauspieler und Musiker
- Larsen, Arne (* 1937), norwegischer Skisportler
- Larsen, Arthur (1925–2012), US-amerikanischer Tennisspieler
- Larsen, Axel Juul (* 2004), dänischer Volleyballspieler
- Larsen, Bent (1935–2010), dänischer SchachspielerBent Larsen (1935–2010)

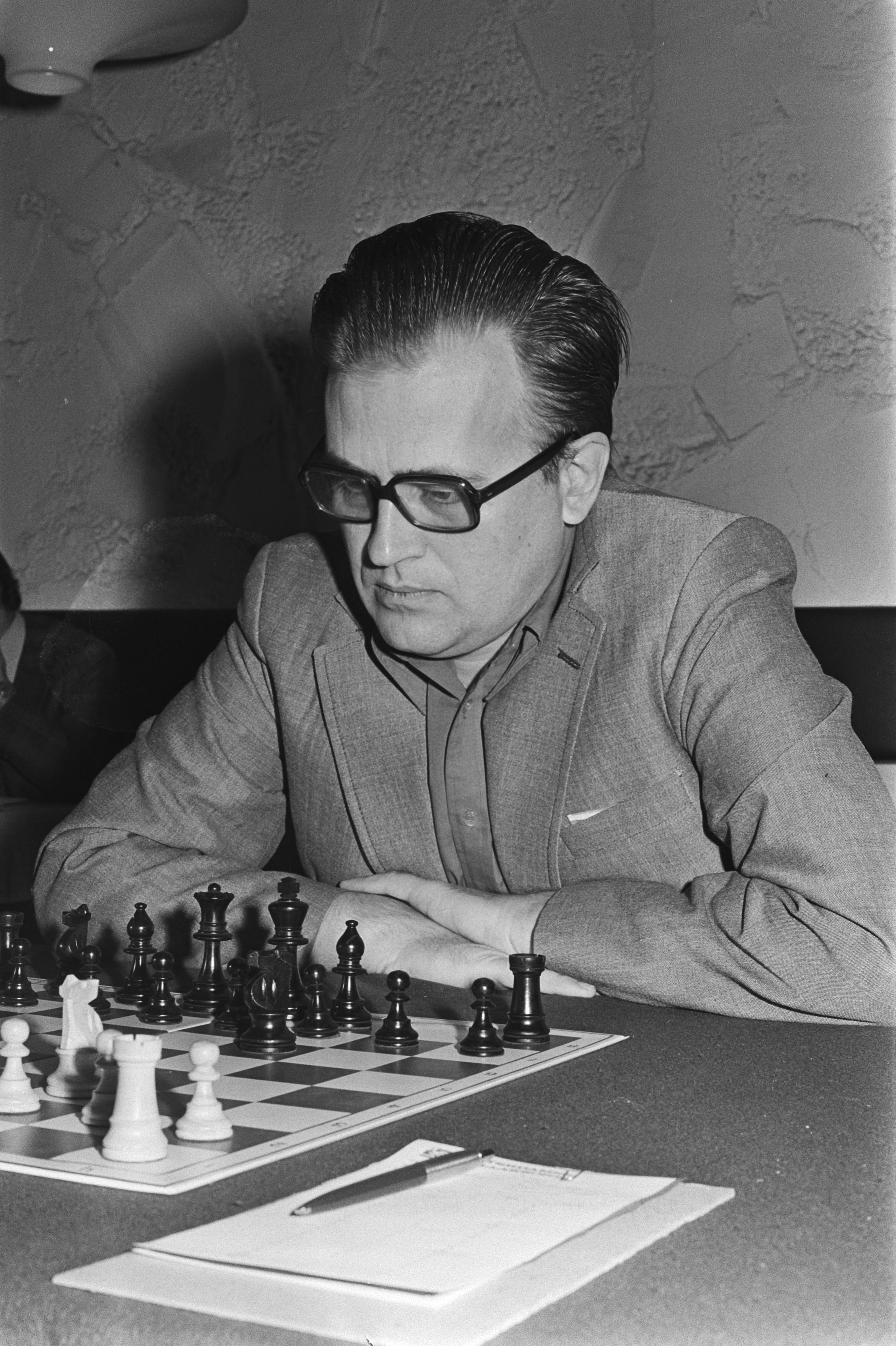
Bent Larsen (1935–2010)

- Larsen, Birger (1942–2024), dänischer Fußballspieler
- Larsen, Birger (1961–2016), dänischer Filmregisseur und Drehbuchautor
- Larsen, Blaine (* 1986), US-amerikanischer Country-Sänger
- Larsen, Bob (* 1939), US-amerikanischer Leichtathletiktrainer
- Larsen, Brad (* 1977), kanadischer Eishockeyspieler und -trainer
- Larsen, Brian Bo (* 1974), dänischer Staatsbürger und mehrfach rechtsmäßig verurteilter Straftäter
- Larsen, Buster (1920–1993), dänischer Schauspieler
- Larsen, Carl (1886–1962), dänischer Turner
- Larsen, Carl Anton (1860–1924), norwegischer Walfänger und Antarktisforscher
- Larsen, Christian (* 1956), Schweizer Arzt und Autor populärwissenschaftlicher Bücher sowie Mitbegründer des Therapiekonzepts Spiraldynamik
- Larsen, Christine (* 1967), kanadische Synchronschwimmerin
- Larsen, Clark S. (* 1952), US-amerikanischer Anthropologe
- Larsen, Claus (* 1967), dänischer Musiker
- Larsen, Claus Bo (* 1965), dänischer Fußballschiedsrichter
- Larsen, Clifford (* 1958), US-amerikanischer Rechtswissenschaftler
- Larsen, Dennis R., US-amerikanischer Offizier, Generalleutnant der US Air Force
- Larsen, Ditte (* 1983), dänische Fußballspielerin
- Larsen, Don (1929–2020), US-amerikanischer Baseballspieler
- Larsen, Dorthe (* 1969), dänische Fußballspielerin
- Larsen, Edvard (1881–1914), norwegischer Dreispringer
- Larsen, Edvin (* 1916), dänischer Hürdenläufer und Zehnkämpfer
- Larsen, Egon (1904–1990), deutsch-britischer Journalist und Schriftsteller
- Larsen, Einar Bruno (1939–2021), norwegischer Fußball- und Eishockeyspieler
- Larsen, Eirik Verås (* 1976), norwegischer Kanute
- Larsen, Emil (* 1991), dänischer Fußballspieler
- Larsen, Erik (* 1880), dänischer Tennisspieler
- Larsen, Erik (1928–1952), dänischer Ruderer
- Larsen, Erlend (* 1965), norwegischer Politiker
- Larsen, Ernst (1910–1971), dänischer Stabhochspringer, Hochspringer und Zehnkämpfer
- Larsen, Ernst (1926–2015), norwegischer Hindernisläufer
- Larsen, Esben Lunde (* 1978), dänischer Politiker der Partei Venstre und im Kabinett Lars Løkke Rasmussen II Kultusminister
- Larsen, Esper S. (1879–1961), US-amerikanischer Geologe, Petrologe und Mineraloge
- Larsen, Finn B. (1920–2009), dänischer Manager
- Larsen, Gerd (* 1942), dänischer Mittelstreckenläufer
- Larsen, Gert (* 1960), dänischer Curler
- Larsen, Gry (* 1975), norwegische PolitikerinGry Larsen (* 1975)

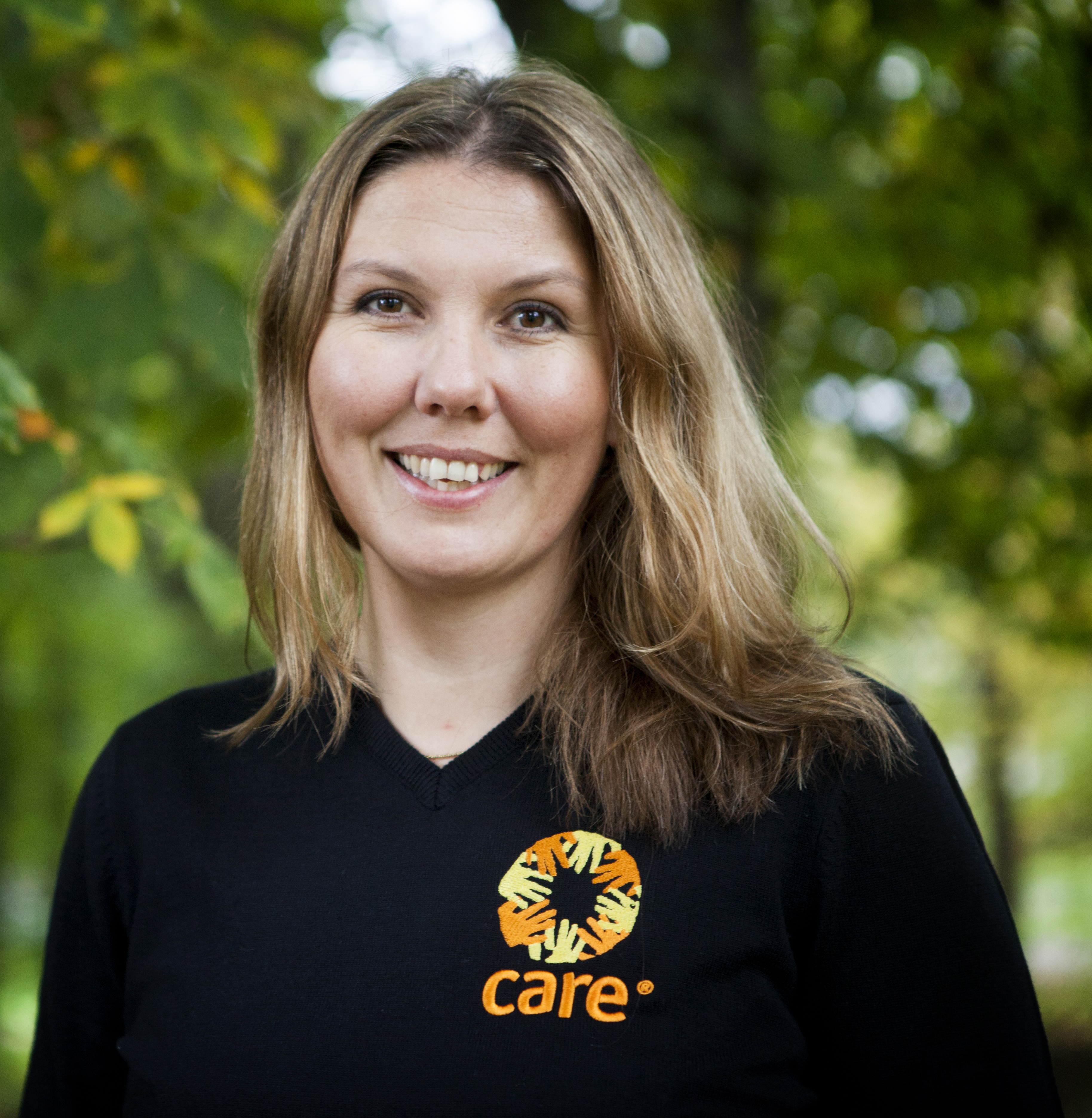
Gry Larsen (* 1975)

- Larsen, Gunnar (1900–1958), norwegischer Schriftsteller, Übersetzer und Journalist
- Larsen, Hanne (* 1960), dänische Fußballspielerin
- Larsen, Hans L. (1923–2004), grönländischer Lehrer, Schriftsteller, Herausgeber und Kommunalpolitiker
- Larsen, Harry (1915–1974), dänischer Ruderer
- Larsen, Helge (1905–1984), dänischer Archäologe
- Larsen, Helge (1915–2000), dänischer Politiker (Radikale Venstre), Folketingmitglied und Bildungsminister
- Larsen, Henning (1910–2011), dänischer Marathonläufer
- Larsen, Henning (1925–2013), dänischer Architekt
- Larsen, Henning (* 1955), dänischer Radrennfahrer
- Larsen, Henning Robert (* 1931), dänischer Radrennfahrer
- Larsen, Henrietta (1894–1976), US-amerikanische Politikerin
- Larsen, Henrik (* 1949), dänischer Schauspieler
- Larsen, Henrik (* 1966), dänischer Fußballspieler
- Larsen, Henrik (* 1997), norwegischer Sportschütze
- Larsen, Henry (1891–1969), norwegischer Ruderer
- Larsen, Henry (1899–1964), kanadischer Seefahrer in der Arktis
- Larsen, Henry (1916–2002), dänischer Ruderer
- Larsen, Henry Louis (1890–1962), US-amerikanischer Offizier
- Larsen, Herbrand, norwegischer Keyboarder, Sänger und Musikproduzent
- Larsen, Ib Ivan (* 1945), dänischer Ruderer
- Larsen, Ib Storm (1925–1991), dänischer Ruderer
- Larsen, Irene (* 1964), norwegisch-samische Lyrikerin
- Larsen, J. Berkeley (1889–1979), US-amerikanischer Politiker
- Larsen, Jacob (* 1988), dänischer Ruderer
- Larsen, Jakob (1888–1974), US-amerikanischer Althistoriker
- Larsen, Jakob (* 1974), grönländischer Handballspieler und -trainer
- Larsen, Jens (* 1969), dänischer Volleyball- und Beachvolleyballspieler
- Larsen, Jesper (* 1972), dänischer Badmintonspieler
- Larsen, Johannes (1867–1961), dänischer Maler des Naturalismus
- Larsen, Johannes Anker (1874–1957), dänischer Schriftsteller
- Larsen, John (1913–1989), norwegischer Sportschütze
- Larsen, John (* 1943), norwegischer Sportschütze
- Larsen, Jon (* 1959), norwegischer Gitarrist, Jazzmusiker und Maler
- Larsen, Jørn Neergaard (* 1949), dänischer Politiker der Partei Venstre und im Kabinett Lars Løkke Rasmussen II Arbeitsminister
- Larsen, Kamilla (* 1983), dänische Handballspielerin
- Larsen, Kamren (* 1999), US-amerikanischer Radrennfahrer
- Larsen, Karl (1860–1931), dänischer Schriftsteller
- Larsen, Karl (1900–1978), deutscher Bankmanager
- Larsen, Karl Adolf Koefoed (1896–1963), dänischer Schachkomponist und -redakteur
- Larsen, Kathrine (* 1993), dänische Fußballtorhüterin
- Larsen, Keith (1924–2006), US-amerikanischer Schauspieler
- Larsen, Kenneth, dänischer Badmintonspieler
- Larsen, Kevin (* 1993), dänischer Basketballspieler
- Larsen, Kim (1945–2018), dänischer MusikerKim Larsen (1945–2018)

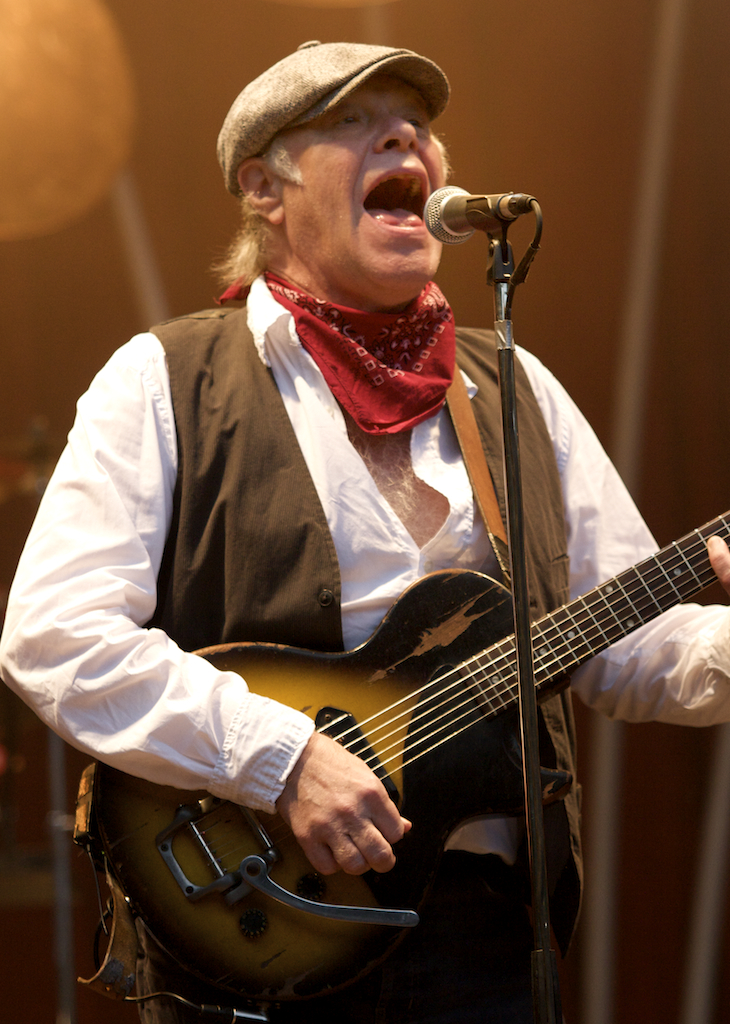
Kim Larsen (1945–2018)

- Larsen, Kirsten (* 1962), dänische Badmintonspielerin
- Larsen, Kristina (* 1968), französische Filmproduzentin
- Larsen, Kristina (* 1978), australische Ruderin
- Larsen, Kristina (* 1988), US-amerikanische Fußballspielerin
- Larsen, Kristjan (1895–1972), dänischer Turner
- Larsen, Kurt Peter (* 1953), dänischer Autor
- Larsen, Lars (1948–2019), dänischer Unternehmer
- Larsen, Lars Bay (* 1953), dänischer Jurist
- Larsen, Lars Bo (* 1975), dänischer Diplomat
- Larsen, Lars Olden (* 1998), norwegischer Fußballspieler
- Larsen, Laurits (1872–1949), dänischer Sportschütze
- Larsen, Leif (* 1942), dänischer Radrennfahrer
- Larsen, Leif Andreas (1906–1990), norwegischer Marineoffizier und Bootsführer des Shetland-Bus
- Larsen, Lisa (* 1990), schwedische Skilangläuferin
- Larsen, Lone (* 1955), dänische, in Schweden wirkende Bildhauerin und Malerin
- Larsen, Louis (1890–1960), dänischer Stummfilmkameramann
- Larsen, Magnus (* 1931), grönländischer Pastor, Propst, Schriftsteller, Redakteur und Kommunalpolitiker
- Larsen, Marit (* 1983), norwegische Popsängerin, Gitarristin und SongwriterinMarit Larsen (* 1983)

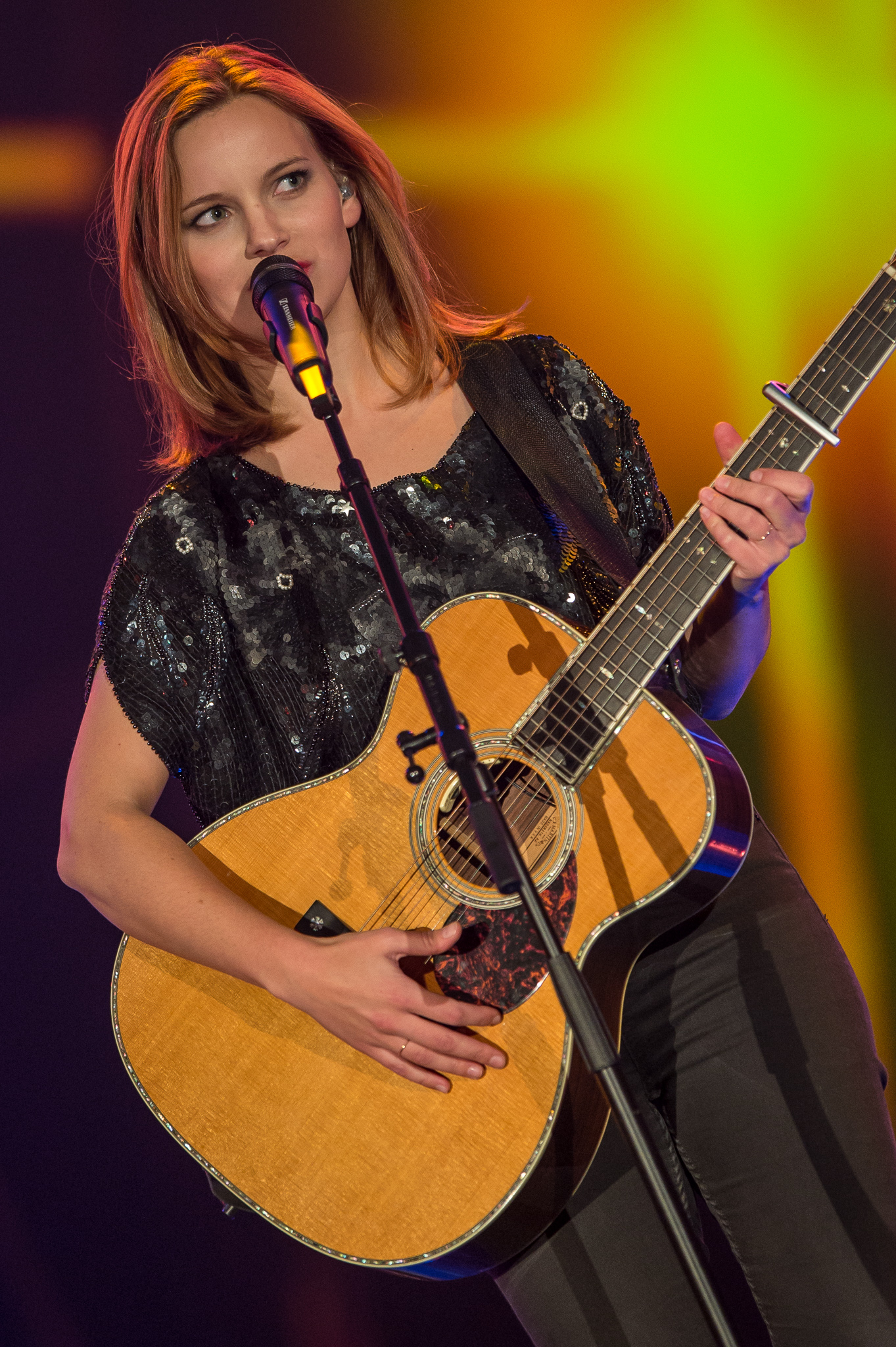
Marit Larsen (* 1983)

- Larsen, Martin (* 1982), dänischer Poolbillardspieler
- Larsen, Max Deen (1943–2018), amerikanisch-österreichischer Kulturmanager
- Larsen, Maximilian (1904–1975), deutscher Schauspieler sowie Synchron- und Hörspielsprecher
- Larsen, Michael (* 1965), deutscher Sänger, Moderator, Komponist und Textdichter
- Larsen, Michael J., US-amerikanischer Mathematiker
- Larsen, Michael Smith (* 1981), dänischer Bahn- und Straßenradrennfahrer
- Larsen, Mikael Flygind (* 1982), norwegischer Eisschnellläufer
- Larsen, Mikkel (* 1972), dänischer Basketballspieler
- Larsen, Morten Gunnar (* 1955), norwegischer Pianist
- Larsen, Neil (* 1948), amerikanischer Jazzmusiker (Keyboards, Arrangement, Komposition)
- Larsen, Nella (1891–1964), afroamerikanische Schriftstellerin
- Larsen, Nicolai Bo (* 1971), dänischer Radrennfahrer
- Larsen, Niels (1889–1969), dänischer Sportschütze
- Larsen, Niels Peter Juel (* 1942), dänischer Autor und Journalist sowie Radiomacher
- Larsen, Niklas (* 1997), dänischer Radrennfahrer
- Larsen, Nils (1888–1937), norwegischer Pianist, Klavierkomponist und Musikpädagoge
- Larsen, Ørjan (* 1991), norwegischer E-Sportler
- Larsen, Oskar (1882–1972), österreichischer Historien- und Genremaler sowie Grafiker
- Larsen, Petter (1890–1946), norwegischer Segler
- Larsen, Philip (* 1989), dänischer Eishockeyspieler
- Larsen, Pierre (* 1959), dänischer Fußballspieler
- Larsen, Poul (1916–1990), dänischer Kanute
- Larsen, Preben (1922–1965), dänischer Drei- und Weitspringer
- Larsen, Randy (* 1961), US-amerikanischer Philosoph und Hörfunkproduzent
- Larsen, Rasmus (* 1972), grönländischer Handballspieler
- Larsen, Rasmus (1994–2015), dänischer Basketballspieler
- Larsen, Reidar T. (1923–2012), norwegischer Politiker (NKP, SV), Mitglied des Storting und Journalist
- Larsen, Reif (* 1980), US-amerikanischer Autor
- Larsen, Richard F. (* 1936), US-amerikanischer Politiker
- Larsen, Rick (* 1965), US-amerikanischer Politiker der Demokratischen Partei
- Larsen, Roald (1898–1959), norwegischer Eisschnellläufer
- Larsen, Rolf Kristian (* 1983), norwegischer Schauspieler
- Larsen, Ronald (* 1930), US-amerikanischer Mathematiker
- Larsen, Samuel (* 1991), US-amerikanischer Schauspieler und Musiker
- Larsen, Sigurd (* 1981), dänischer Architekt und Möbeldesigner
- Larsen, Sine (1943–2025), dänische Chemikerin, Strukturbiologin und Wissenschaftsmanagerin
- Larsen, Søren (* 1981), dänischer FußballspielerSøren Larsen (* 1981)

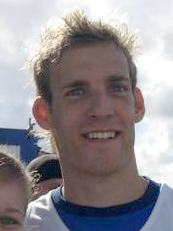
Søren Larsen (* 1981)

- Larsen, Stanley R. (1915–2000), US-amerikanischer Offizier, Generalleutnant der US-Army
- Larsen, Stig (* 1962), dänischer Radrennfahrer
- Larsen, Stine (* 1975), norwegische Langstreckenläuferin
- Larsen, Tambi (1914–2001), dänisch-US-amerikanischer Artdirector
- Larsen, Thøger (1875–1928), dänischer Dichter
- Larsen, Thomas (* 1885), grönländischer Katechet und Landesrat
- Larsen, Thomas Bo (* 1963), dänischer Schauspieler
- Larsen, Thomas Helland (* 1998), norwegischer Skilangläufer
- Larsen, Thor (1886–1970), norwegischer Turner
- Larsen, Tobias (* 2000), dänischer Sprinter
- Larsen, Tommy Svindal (* 1973), norwegischer Fußballspieler
- Larsen, Tonje (* 1975), norwegische Handballspielerin und -trainerin
- Larsen, Torjus (* 1964), norwegischer Radrennfahrer
- Larsen, Torry (* 1971), norwegischer Abenteurer und Polarforscher
- Larsen, Tove Lindbo (1928–2018), dänische Ministerin und Folketingsabgeordnete
- Larsen, Ulla (1941–2021), dänische Schauspielerin
- Larsen, Ulrich (* 1976), dänischer Koch, der rund 10 Jahre (2010–2020) Nordkorea infiltrierte
- Larsen, Unni (* 1959), norwegische Radrennfahrerin
- Larsen, Vermund (1909–1970), dänischer Möbeldesigner und Produzent
- Larsen, Vibeke (* 1971), norwegisch-samische Politikerin
- Larsen, Viggo (1880–1957), dänischer Schauspieler, Drehbuchautor und Regisseur
- Larsen, William Washington (1871–1938), US-amerikanischer Politiker
- Larsen-Bjerre, Hans Jesper (1910–1999), dänischer Politiker (Socialdemokraterne), Folketing-Mitglied und Fischereiminister
- Larsen-Jensen, Claus (* 1953), dänischer Politiker (Socialdemokraterne), Mitglied des Folketing, MdEP
- Larsen-Ledet, Camma (1915–1991), dänische Politikerin (Socialdemokraterne), Mitglied des Folketing und Ministerin
- Larsen-Maguire, Catherine (* 1971), britische Dirigentin
- Larsens, Gunars (* 1949), klassischer Violinist und Musikpädagoge

#### Larsg
- Larsgaard, Patrick, norwegischer Filmeditor

#### Larsi
- Larsito, deutscher Musiker, Songwriter und ProduzentLarsito

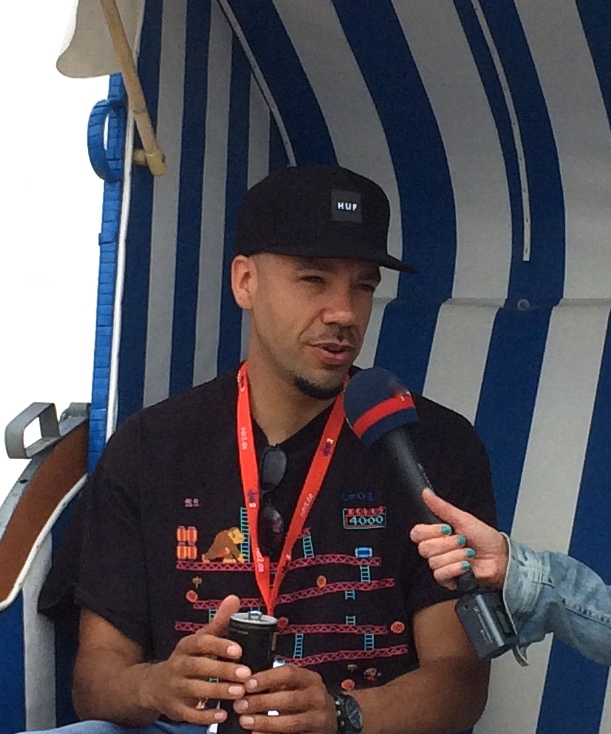
Larsito

#### Larso
- Larson, Abigail (* 1979), US-amerikanische Skilangläuferin
- Larson, Adam (* 1991), US-amerikanischer Jazzmusiker
- Larson, Alma (1932–2012), US-amerikanische Politikerin (Republikanische Partei)
- Larson, Anders (* 1958), schwedischer Ruderer
- Larson, Bob (* 1944), US-amerikanischer Pastor
- Larson, Breeja (* 1992), US-amerikanische Schwimmerin
- Larson, Bret C., US-amerikanischer Offizier, Generalmajor der US Air Force
- Larson, Brie (* 1989), US-amerikanisch-kanadische Schauspielerin, Sängerin, Filmregisseurin, -produzentin und DrehbuchautorinBrie Larson (* 1989)

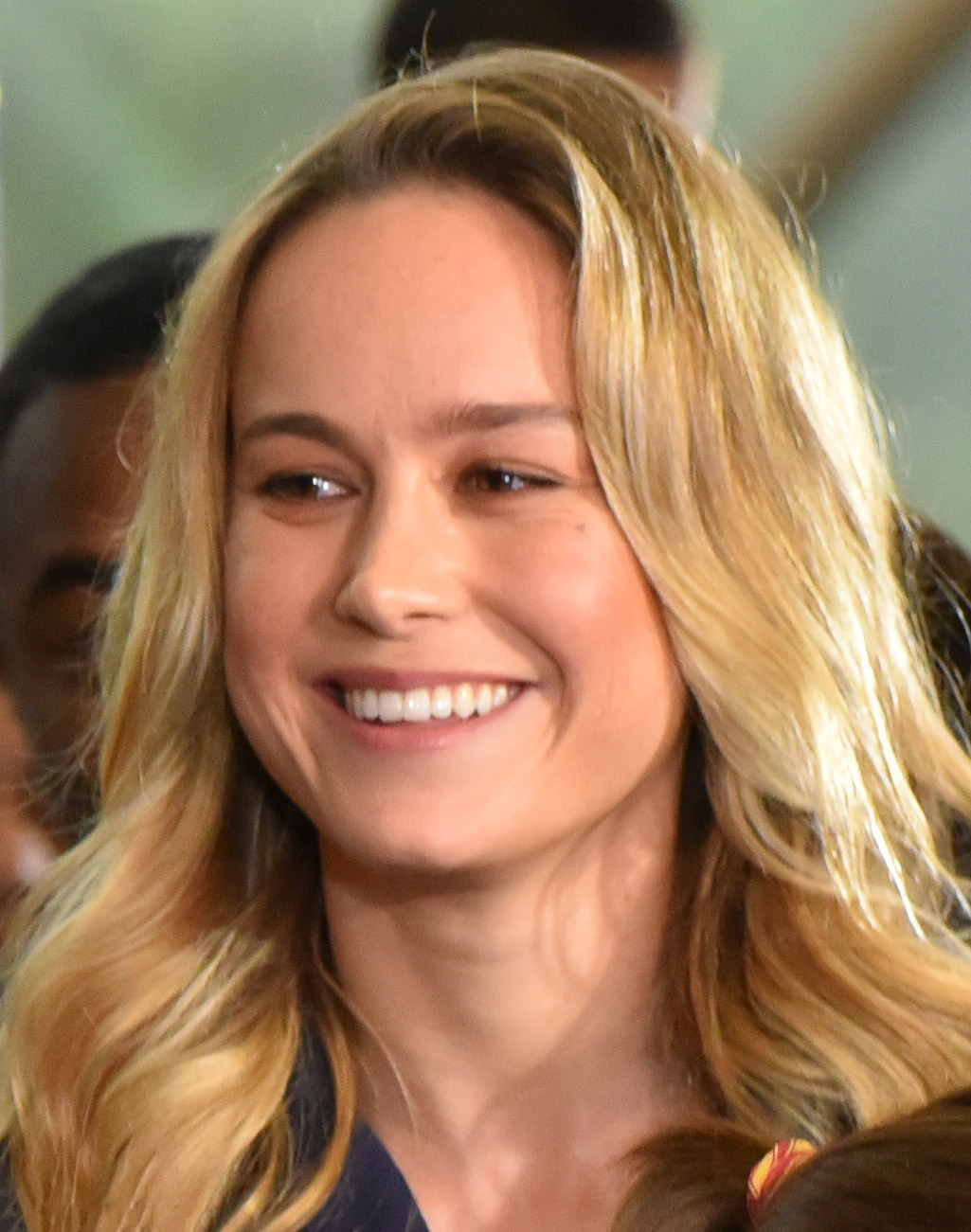
Brie Larson (* 1989)

- Larson, Casey (* 1998), US-amerikanischer Skispringer
- Larson, Charles R. (1936–2014), US-amerikanischer Admiral der US Navy
- Larson, Darrell (* 1950), US-amerikanischer Schauspieler
- Larson, David (* 1959), US-amerikanischer Schwimmer
- Larson, Edward J. (* 1953), US-amerikanischer Jurist und Historiker
- Larson, Eric (1905–1988), US-amerikanischer Animator
- Larson, Erik (* 1954), US-amerikanischer Autor
- Larson, Gary (* 1950), US-amerikanischer Comic-Zeichner und Cartoonist
- Larson, Glen A. (1937–2014), US-amerikanischer Autor, Filmproduzent und Komponist
- Larson, Gustaf (1887–1968), schwedischer Ingenieur und Unternehmer
- Larson, Helen K. (* 1949), australische Ichthyologin
- Larson, Henrietta Melia (1894–1983), US-amerikanische Hochschullehrerin, Herausgeberin und Schriftstellerin
- Larson, Jack (1928–2015), US-amerikanischer Theater- und Filmschauspieler sowie Autor
- Larson, James L. (1931–2021), US-amerikanischer Skandinavist
- Larson, Jeff, US-amerikanischer Journalist
- Larson, John (* 1948), US-amerikanischer Politiker, Mitglied des Repräsentantenhauses
- Larson, John A. (1892–1965), US-amerikanischer Polizist und Erfinder
- Larson, Jonathan (1960–1996), US-amerikanischer MusicalkomponistJonathan Larson (1960–1996)

Jonathan Larson (1960–1996)

- Larson, Jordan (* 1986), US-amerikanische Volleyballspielerin
- Larson, Jud (1923–1966), US-amerikanischer Rennfahrer
- Larson, Kate (* 1958), US-amerikanische Historikerin
- Larson, Kyle (* 1992), US-amerikanischer Automobilrennfahrer
- Larson, Lance (1940–2024), US-amerikanischer Schwimmer
- Larson, Lars (* 1959), US-amerikanischer konservativer Radiomoderator
- Larson, Lilah (* 1990), US-amerikanische Musikerin und Komponistin
- Larson, Lisa (1931–2024), schwedische Künstlerin
- Larson, Lisby (* 1951), US-amerikanische Schauspielerin
- Larson, Love (* 1978), schwedischer Maskenbildner und Friseur
- Larson, Marcus (1825–1864), schwedischer Landschaftsmaler der Düsseldorfer Schule
- Larson, Mathias (* 2001), dänischer HandballspielerMathias Larson (* 2001)

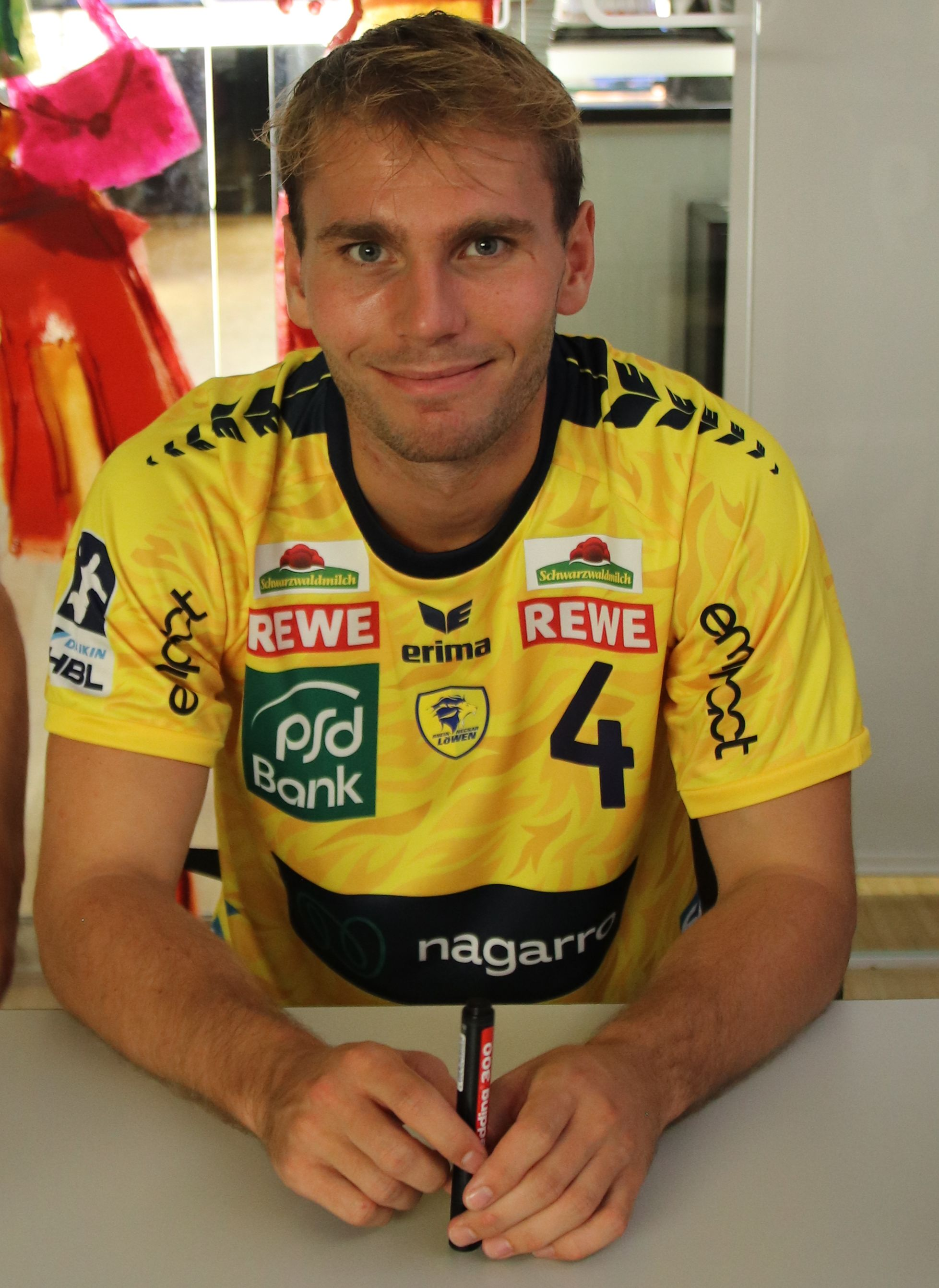
Mathias Larson (* 2001)

- Larson, Maurice, US-amerikanischer Wissenschaftler und Techniker
- Larson, Morgan Foster (1882–1961), US-amerikanischer Politiker
- Larson, Nathan (* 1970), US-amerikanischer Filmkomponist und Musiker
- Larson, Nicolette (1952–1997), US-amerikanische Pop- und Country-Sängerin
- Larson, Oscar (1871–1957), US-amerikanischer Politiker
- Larson, Randall D. (* 1954), US-amerikanischer Autor, Musikwissenschaftler und Journalist
- Larson, Reed (* 1956), US-amerikanischer Eishockeyspieler
- Larson, Vernon L (* 1948), US-amerikanischer Politiker
- Larson, Wolf (* 1959), deutsch-kanadischer Schauspieler
- Larson-Green, Julie (* 1962), US-amerikanische Geschäftsleiterin der Windows Division bei Microsoft
- Larson-Mason, Christine (* 1956), US-amerikanische Hockeyspielerin
- Larsonneur, Gautier (* 1997), französischer Fußballtorhüter

#### Larss
- Larssen, Friedrich (1889–1971), deutscher Politiker (SPD), MdR
- Larssen, Gaute Lid (* 1965), norwegischer Filmregisseur, Filmproduzent und Filmschaffender
- Larssen, Lars Andreas (1935–2014), norwegischer Schauspieler und Moderator
- Larssen, Tryggve (1870–1928), norwegischer Bauingenieur
- Larssen, Tryggve (1887–1967), norwegischer Schauspieler
- Larssen, Vetle Lid (* 1960), norwegischer Schriftsteller und Journalist
- Larsson Forkelid, Elin (* 1984), schwedische Jazzmusikerin (Tenor- und Sopransaxophon, Komposition)
- Larsson, Adam (* 1992), schwedischer Eishockeyspieler
- Larsson, Åke (1931–2017), schwedischer Fußballspieler
- Larsson, Alexander (* 1994), schwedischer Unihockeyspieler
- Larsson, Allan (* 1938), schwedischer Politiker
- Larsson, Anders (1892–1945), schwedischer Ringer
- Larsson, Anders (* 1961), schwedischer Skilangläufer
- Larsson, Andreas (* 1974), schwedischer Handballspieler
- Larsson, Ann (* 1955), schwedische Sprinterin
- Larsson, Anna (* 1966), schwedische Opernsängerin (Alt)
- Larsson, Åsa (* 1966), schwedische Schriftstellerin
- Larsson, Bernard (* 1939), schwedischer Fotograf
- Larsson, Bernhard (1879–1947), schwedischer Sportschütze
- Larsson, Bjørn (1924–2021), norwegischer Ringer
- Larsson, Björn (* 1953), schwedischer Schriftsteller und Professor für Französisch
- Larsson, Bo (1944–2023), schwedischer Fußballspieler
- Larsson, Bo Christian (* 1976), schwedischer Künstler
- Larsson, Brynolf (1885–1973), schwedischer Langstreckenläufer
- Larsson, Carl (1853–1919), schwedischer MalerCarl Larsson (1853–1919)

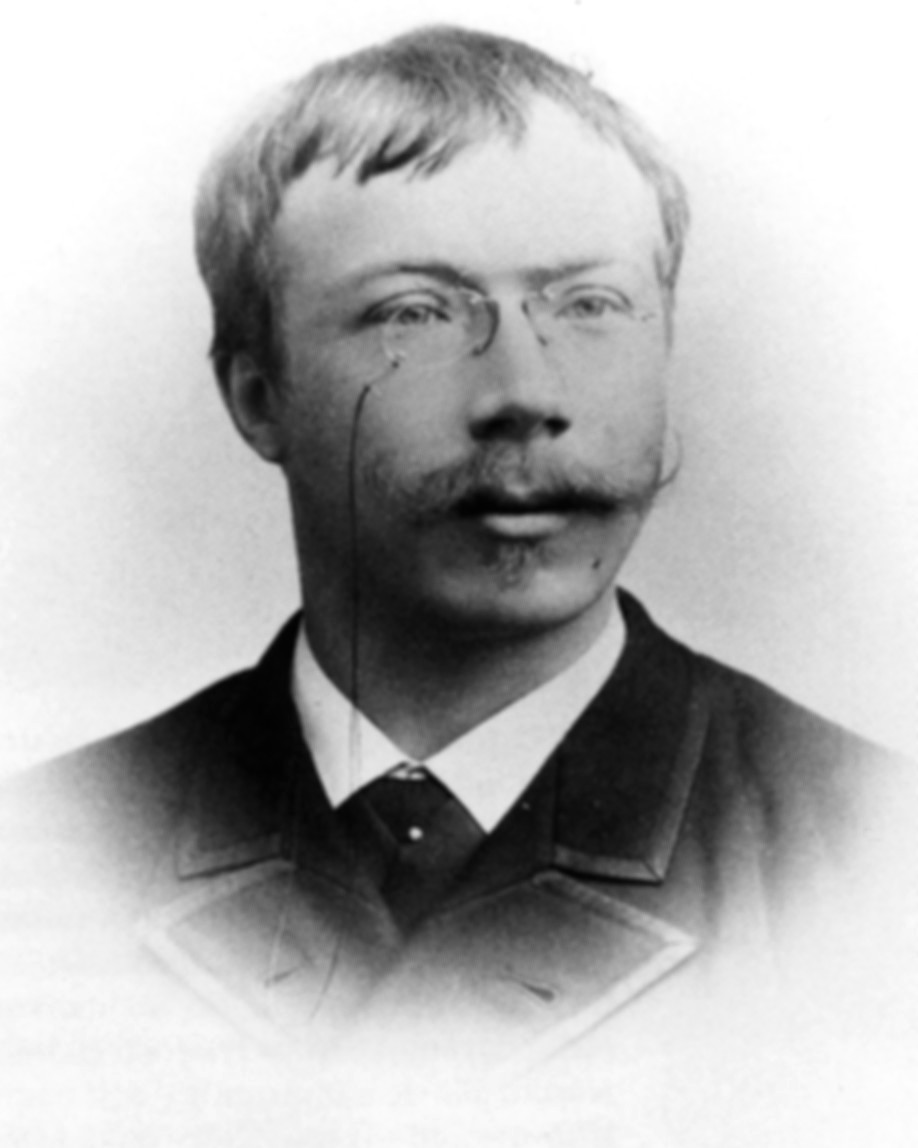
Carl Larsson (1853–1919)

- Larsson, Daniel (* 1981), schwedischer Dartspieler
- Larsson, Daniel (* 1986), schwedischer Eishockeytorhüter
- Larsson, Daniel (* 1987), schwedischer Fußballspieler
- Larsson, Edvin (1925–2009), schwedischer Theologe
- Larsson, Emelie (* 1987), schwedische Biathletin
- Larsson, Erik (1888–1934), schwedischer Tauzieher
- Larsson, Erik (1905–1970), schwedischer Eishockeyspieler
- Larsson, Erik (1912–1982), schwedischer Skilangläufer
- Larsson, Eva (* 1973), schwedische Fußballspielerin
- Larsson, Fredrik (* 1976), schwedischer Automobilrennfahrer
- Larsson, Fredrik (1984–2020), schwedischer Handballspieler
- Larsson, Frej (* 1983), schwedischer Rapper und Electro-Musiker
- Larsson, Fride (1921–1955), schwedischer Militärpatrouillenläufer
- Larsson, Göran (1932–1989), schwedischer Freistil- und Rückenschwimmer
- Larsson, Gottfrid (1875–1947), schwedischer Bildhauer
- Larsson, Gunnar (1921–2012), schwedischer Skilangläufer
- Larsson, Gunnar (* 1944), schwedischer Skilangläufer
- Larsson, Gunnar (* 1951), schwedischer Schwimmer
- Larsson, Gustav (* 1980), schwedischer Radrennfahrer
- Larsson, Håkan (* 1958), schwedischer Radrennfahrer
- Larsson, Hans-Erik (* 1947), schwedischer Skilangläufer
- Larsson, Helge (1916–1971), schwedischer Kanute
- Larsson, Henrik (* 1971), schwedischer FußballspielerHenrik Larsson (* 1971)

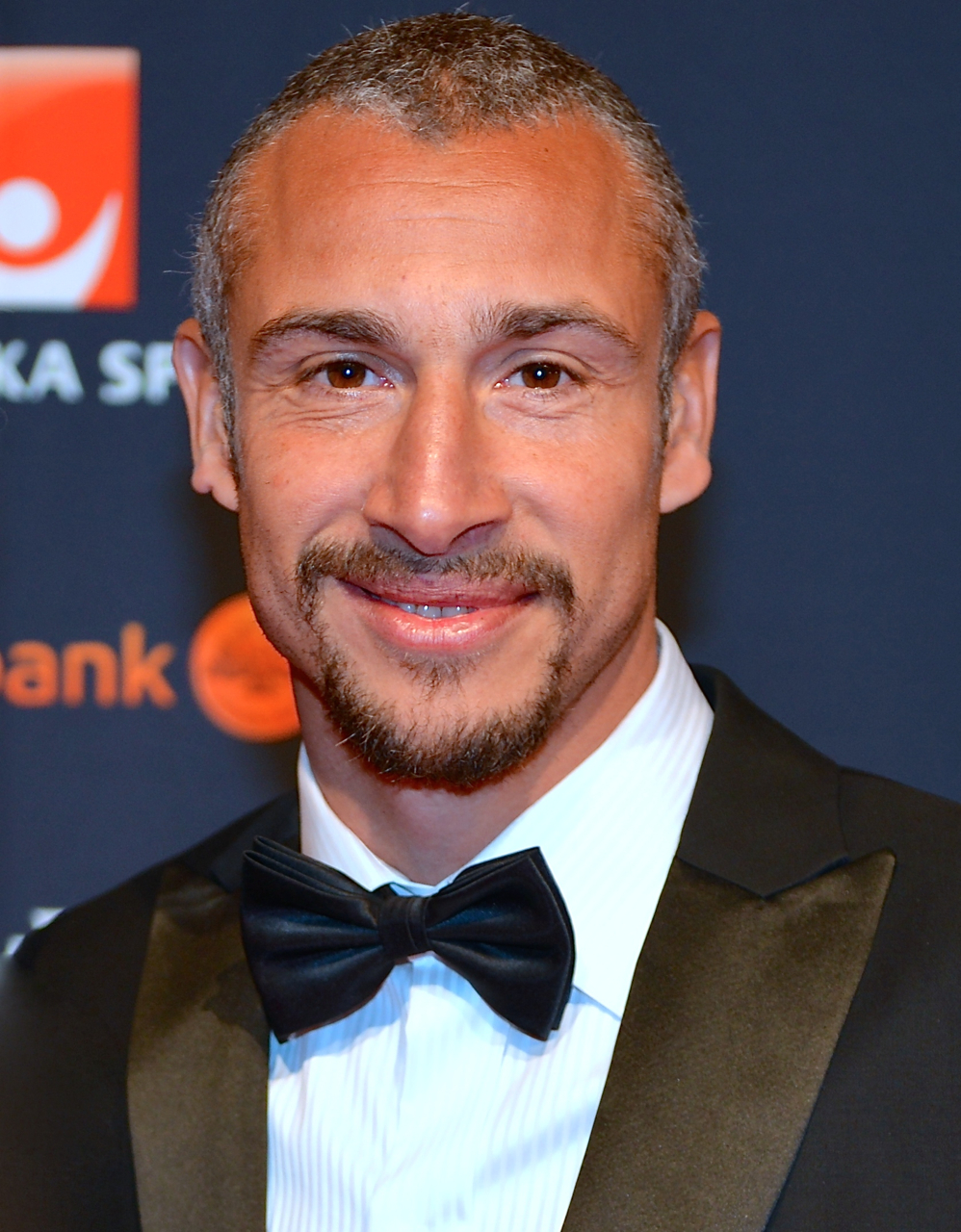
Henrik Larsson (* 1971)

- Larsson, Henrik (* 1999), schwedischer Sprinter
- Larsson, Hugo (* 2004), schwedischer Fußballspieler
- Larsson, Jacob (* 1997), schwedischer Eishockeyspieler
- Larsson, Jesper (* 1973), schwedischer Handballspieler
- Larsson, Joakim (* 1984), schwedischer Handballspieler
- Larsson, Johan (* 1986), schwedischer Eishockeyspieler
- Larsson, Johan (* 1992), schwedischer Eishockeyspieler
- Larsson, Johan (* 1994), schwedischer Unihockeyspieler
- Larsson, Johanna (* 1988), schwedische Tennisspielerin
- Larsson, John (1938–2022), schwedischer General der Heilsarmee
- Larsson, Jordan (* 1997), schwedischer FußballspielerJordan Larsson (* 1997)

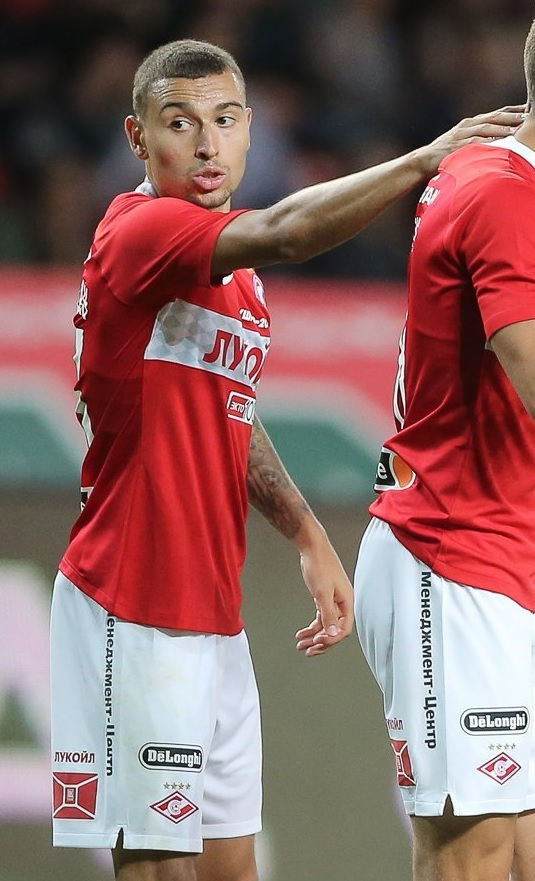
Jordan Larsson (* 1997)

- Larsson, Josef (* 1989), schwedischer Skispringer
- Larsson, Karin (1859–1928), schwedische Künstlerin
- Larsson, Knut (* 1972), schwedischer Illustrator und Comiczeichner
- Larsson, Kristina (* 1944), schwedische Schwimmerin
- Larsson, Lars (1911–1993), schwedischer Leichtathlet
- Larsson, Lars Gunnar (* 1940), schwedischer Physiker
- Larsson, Lars Olof (* 1938), schwedischer Kunsthistoriker
- Larsson, Lars-Erik (1908–1986), schwedischer Komponist
- Larsson, Lasse (1962–2015), schwedischer Fußballspieler, -trainer und -funktionär
- Larsson, Laura (* 1989), deutsche Hörfunkmoderatorin und Podcasterin
- Larsson, Leif (1921–1975), schwedischer Fußballspieler
- Larsson, Lennart (1930–2021), schwedischer Skilangläufer
- Larsson, Lennart (* 1953), schwedischer Fußballspieler
- Larsson, Lisa (* 1967), schwedische klassische Sängerin
- Larsson, Magnus (* 1970), schwedischer Tennisspieler
- Larsson, Maria (* 1956), schwedische Politikerin der Christdemokraten (Kristdemokraterna)
- Larsson, Maria (* 1979), schwedische Eishockeyspielerin
- Larsson, Markus (* 1979), schwedischer Skirennläufer
- Larsson, Martin (* 1979), schwedischer Skilangläufer
- Larsson, Martin (* 1996), schwedischer E-SportlerMartin Larsson (* 1996)

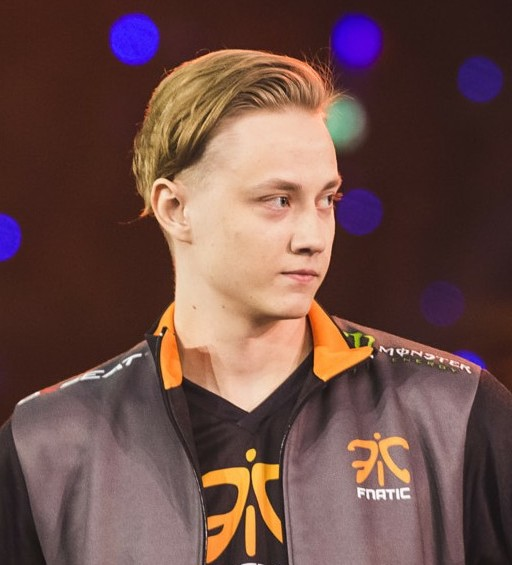
Martin Larsson (* 1996)

- Larsson, Mats (* 1980), schwedischer Skilangläufer
- Larsson, Mimmi (* 1994), schwedische Fußballspielerin
- Larsson, Nathalie (* 1984), schwedische Sportschützin
- Larsson, Olof (1928–1960), schwedischer Ruderer
- Larsson, Pärnilla (* 1969), schwedische Fußballspielerin
- Larsson, Patrik (* 1983), schwedischer Fußballspieler
- Larsson, Pelle (* 2001), schwedischer Basketballspieler
- Larsson, Per-Erik (1929–2008), schwedischer Skilangläufer
- Larsson, Pernilla (* 1976), schwedische Fußballschiedsrichterin
- Larsson, Peter (* 1961), schwedischer Fußballspieler
- Larsson, Peter (* 1968), schwedischer Eishockeyspieler
- Larsson, Peter (* 1978), schwedischer Skilangläufer
- Larsson, Peter (* 1984), schwedischer Fußballspieler
- Larsson, Rune (1924–2016), schwedischer Hürdenläufer
- Larsson, Sara (* 1973), schwedische Schriftstellerin
- Larsson, Sara (* 1977), samisch-schwedische Politikerin
- Larsson, Sara (* 1979), schwedische Fußballspielerin
- Larsson, Sara (* 1983), schwedische Schwimmerin
- Larsson, Sebastian (* 1985), schwedischer Fußballspieler
- Larsson, Sixten (1918–1995), schwedischer Hürdenläufer
- Larsson, Sofie (* 1990), schwedische Sängerin
- Larsson, Staffan (* 1970), schwedischer Skilangläufer
- Larsson, Stefan (* 1983), schwedischer Fußballspieler und -trainer
- Larsson, Stieg (1954–2004), schwedischer Journalist und Schriftsteller
- Larsson, Stig (* 1955), schwedischer Filmproduzent, Regisseur und Autor
- Larsson, Sune (* 1930), schwedischer Skilangläufer
- Larsson, Sven-Agne (1925–2006), schwedischer Fußballspieler und -trainer
- Larsson, Sven-Gunnar (* 1940), schwedischer Fußballspieler
- Larsson, Tage (1905–1998), schwedischer Versicherungsmathematiker
- Larsson, Tomas (* 1971), schwedischer Poolbillardspieler
- Larsson, Vilgot (1932–2015), schwedischer Eishockeyspieler
- Larsson, Yngve (1881–1977), schwedischer Politiker und Reichstagsabgeordneter
- Larsson, Yngve A. A. (1917–2014), schwedischer Pädiater und Diabetolog
- Larsson, Zara (* 1997), schwedische Popsängerin

### Lart
- Lartéguy, Jean (1920–2011), französischer Schriftsteller, Kriegsberichterstatter und Armee-Offizier
- Larter, Ali (* 1976), US-amerikanische SchauspielerinAli Larter (* 1976)

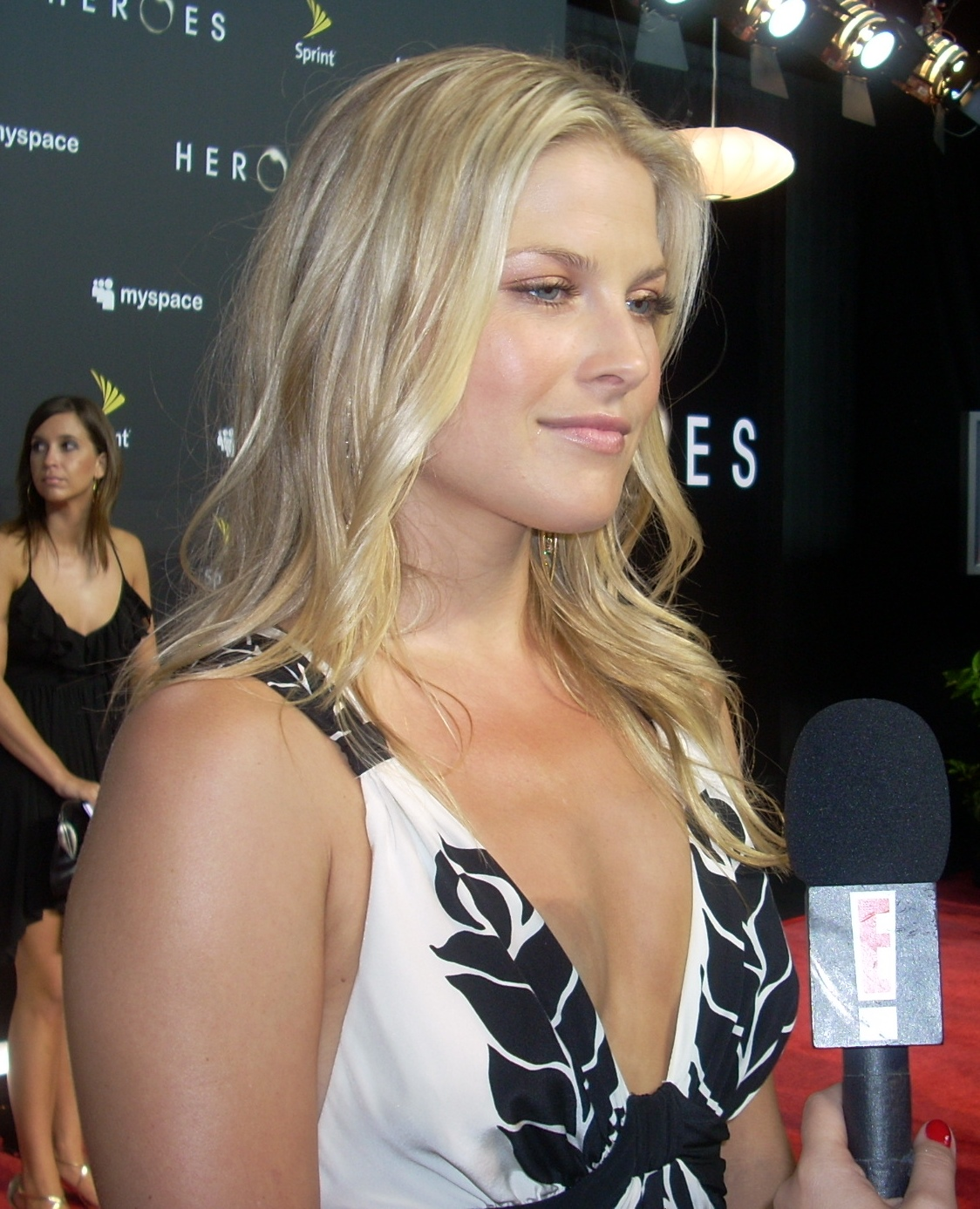
Ali Larter (* 1976)

- Larter, Clara Ethelinda (1847–1936), britische Botanikerin
- Lartet, Édouard Armand (1801–1871), französischer Jurist und Paläontologe
- Lartey, Daniel Augustus (1926–2009), ghanaischer Oppositionspolitiker (National Independence Party)
- Lartey, Felix M., ghanaischer Richter in Gambia und Ghana
- Lartey, Mohammed (* 1986), deutsch-ghanaischer Fußballspieler
- Larthomas, Pierre (1915–2000), französischer Romancier, Romanist und Literaturwissenschaftler
- Lartigau, Éric (* 1964), französischer Regisseur
- Lartigue, Charles (1834–1907), französischer Ingenieur
- Lartigue, Jacques-Henri (1894–1986), französischer Fotograf und Maler
- Lartigue, Jean-Jacques (1777–1840), römisch-katholischer Ordensgeistlicher und Bischof von Montréal
- Lartigue, Pierre (* 1948), französischer Rallye-Raid-Fahrer
- Lartilleux, Christophe (* 1965), französischer Jazzmusiker (Gitarre, Arrangement, Komposition)
- Lartiste (* 1985), französischer Rapper
- Lärtz, Paul (1885–1967), deutscher Politiker (USPD, SPD)

### Laru
- Larudee, Paul (* 1946), amerikanischer Politaktivist
- LaRue, Al Lash (1917–1996), US-amerikanischer Schauspieler
- LaRue, Chi Chi (* 1959), US-amerikanischer Pornofilmproduzent und -regisseur
- LaRue, Eva (* 1966), US-amerikanische SchauspielerinEva LaRue (* 1966)

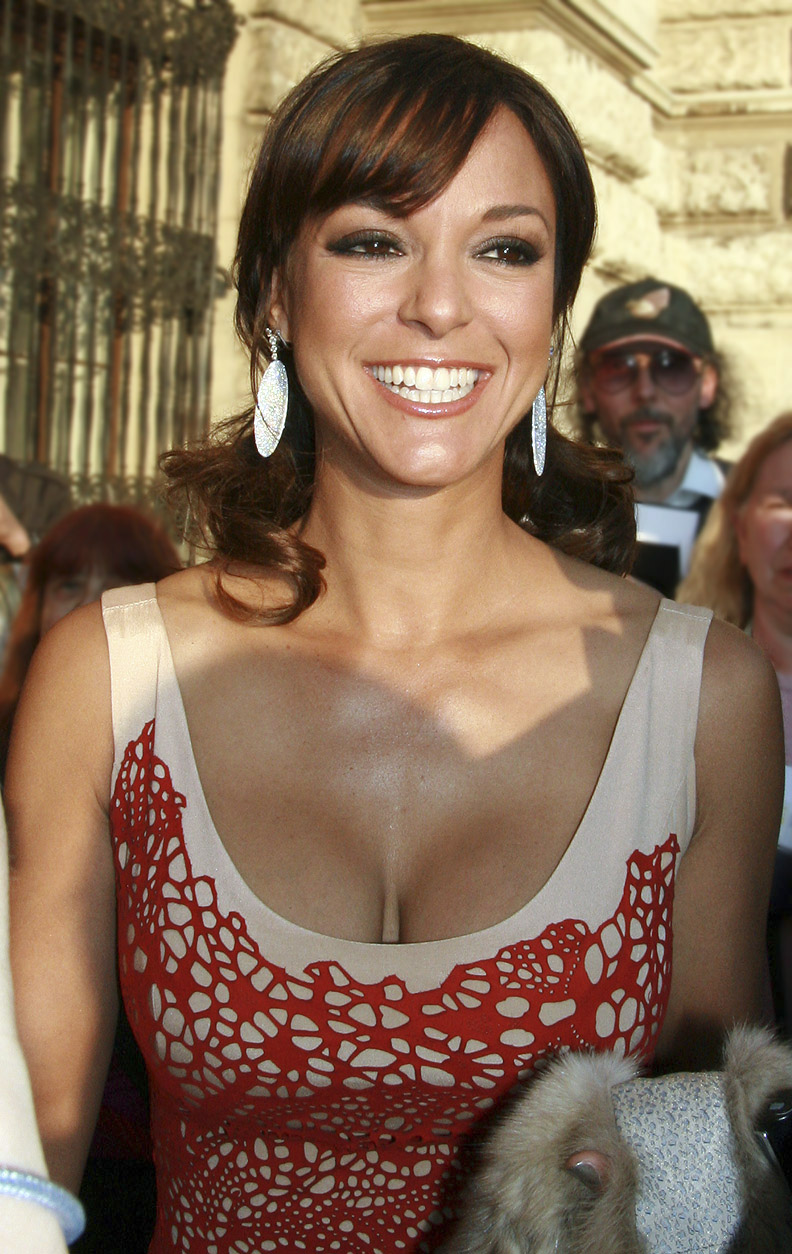
Eva LaRue (* 1966)

- LaRue, Florence (* 1944), US-amerikanische Sängerin und Schauspielerin
- LaRue, James (1934–2012), US-amerikanischer Tontechniker
- Larue, Mitcy, seychellische Politikerin
- Larue, Paul (* 1956), deutscher Bürgermeister
- LaRue, Roc (1939–2019), US-amerikanischer Rockabilly-Musiker
- LaRue, Stoney (* 1977), US-amerikanischer Countrysänger der Red Dirt-Szene
- Laruelle, Sabine (* 1965), belgische Ministerin
- Laruette, Jean-Louis (1731–1792), französischer Komponist und Sänger
- Larukou, Anatol (* 1970), russischer und belarussischer Judoka
- Larumbe, Marc (* 1994), spanischer Wasserballspieler
- Lárus Guðmundsson (* 1961), isländischer Fußballspieler
- LaRusso, Rudy (1937–2004), US-amerikanischer Basketballspieler
- Larutan, Justin (* 1967), deutscher Schriftsteller

### Larv
- Larva, Harri (1906–1980), finnischer Mittelstreckenläufer

### Larw
- Larwill, David (1956–2011), australischer Künstler
- Larwin, Hans (1873–1938), österreichischer Maler

### Lary
- Lary (* 1986), deutsche Sängerin, Songschreiberin und ModelLary (* 1986)

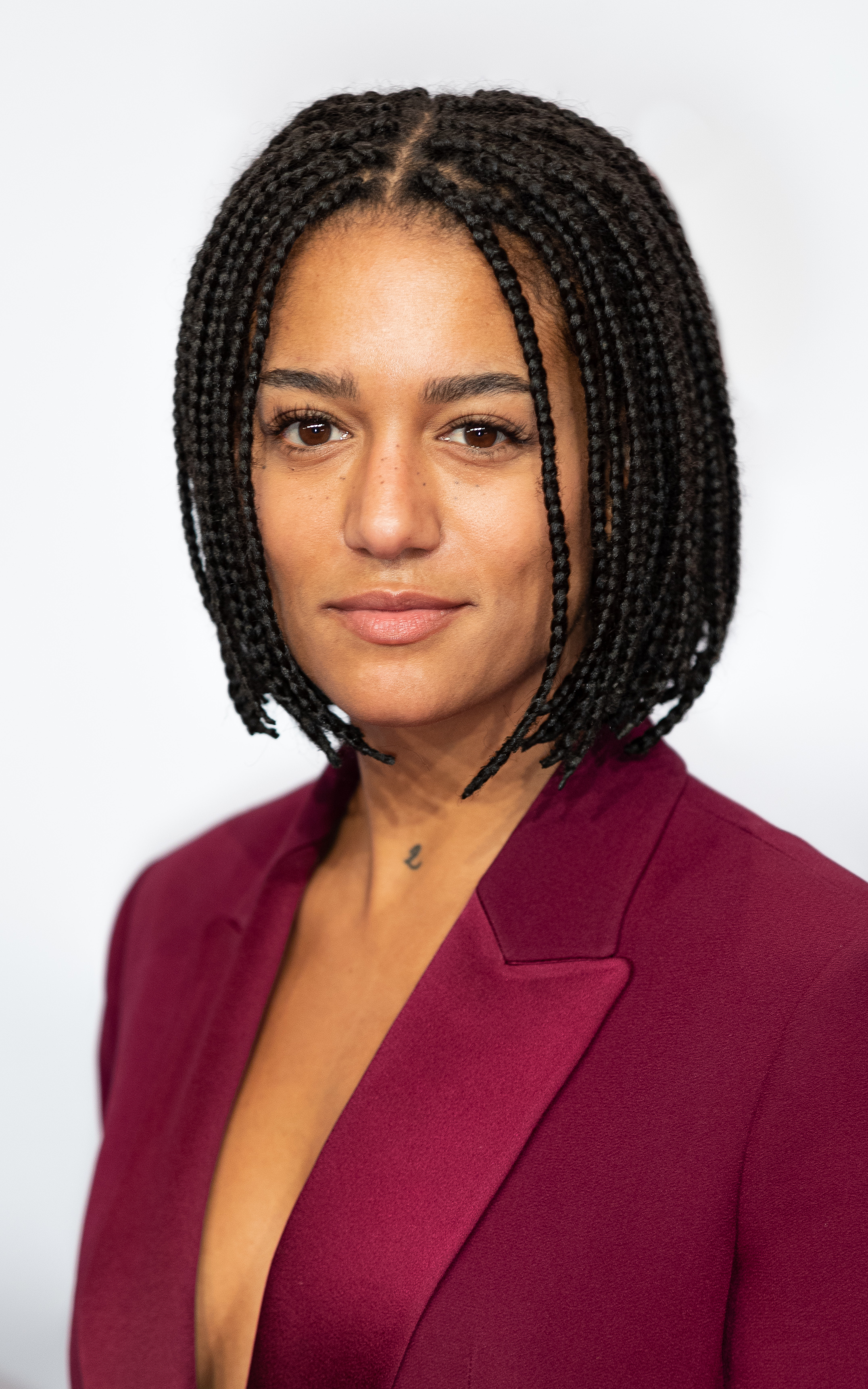
Lary (* 1986)

- Lary, Adam (* 1991), polnischer American-Football-Spieler
- Lary, Buford D. (* 1933), US-amerikanischer Offizier, Generalleutnant der US Air Force
- Lary, Yale (1930–2017), US-amerikanischer American-Football-Spieler
- Laryea, Daniel (* 1987), ghanaischer Fußballschiedsrichter
- Laryea, Gabriel (1924–2009), ghanaischer Leichtathlet
- Laryea, L. O. († 2020), ghanaischer Fußballschiedsrichter und Fußballfunktionär
- Laryea, Phyllis, ghanaische Sprinterin
- Laryea, Richie (* 1995), kanadischer Fußballspieler
- Larysz, Lennard (* 1997), deutscher Basketballspieler
- Larysz, Paul (* 1972), deutscher Basketballtrainer

### Larz
- Larz, Julius (1805–1879), deutscher Richter und Abgeordneter
- Larzon, Fredrik (* 1973), schwedischer Schlagzeuger